# História geológica da Terra

Representação em formato de relógio mostrando algumas unidades geológicas e alguns eventos da história da Terra.

A história geológica da Terra estuda os principais eventos do passado terrestre de acordo com a escala de tempo geológico, um sistema de medições baseado no estudo das camadas rochosas do planeta (estratigrafia). A Terra foi formada há cerca de 4,54 bilhões de anos pelo agrupamento da nebulosa solar, uma massa de gás e poeira na forma de um disco, um resíduo da formação do Sol, a partir do qual também foi criado o restante do Sistema Solar. Logo depois, a Lua se formou, possivelmente como resultado de uma forte colisão oblíqua com um corpo do tamanho de Marte, de 10% da massa da Terra. Parte deste objeto foi incorporado na Terra, alterando significativamente sua composição interna, e parte foi ejetada no espaço. Parte do material sobreviveu e originou o satélite que orbita a Terra. Desgaseificação e atividade vulcânica produziram a atmosfera primária. O vapor de água condensado, aumentado pelo gelo vindo dos cometas, deu origem aos oceanos.
A superfície estava mudando continuamente de forma ao longo de milhões de anos, e desta forma os continentes foram formados, separados, migraram pela superfície, combinando ocasionalmente para formar supercontinentes. Há cerca de 750 milhões de anos atrás, o supercontinente mais antigo, Rodínia, começou a se separar. Os continentes se juntaram novamente para formar Panótia, 600 a 540 milhões de anos atrás, e finalmente Pangeia,  que dividiu 200 milhões de anos atrás.
O padrão atual de glaciações começou por volta de 40 Ma e se intensificou no final do Plioceno. Desde então, as regiões polares experimentaram vários ciclos de glaciação e degelo, que ocorrem a cada 40,000-100,000 anos. O último período glacial da atual era do gelo acabou há cerca de 10 mil anos.

## Superéon Pré-Cambriano
O superéon Pré-Cambriano cobre aproximadamente 90% do tempo geológico. Estende-se desde 4,6 bilhões de anos até o início do período Cambriano (cerca de 541 Ma). Inclui os três primeiros dos quatro éons da pré-história da Terra (o Hadeano, Arqueano e Proterozoico) e precede o éon Fanerozoico.
Grandes eventos vulcânicos que alteraram o ambiente da Terra e causaram extinções podem ter ocorrido 10 vezes nos últimos 3 bilhões de anos.

### Éon Hadeano

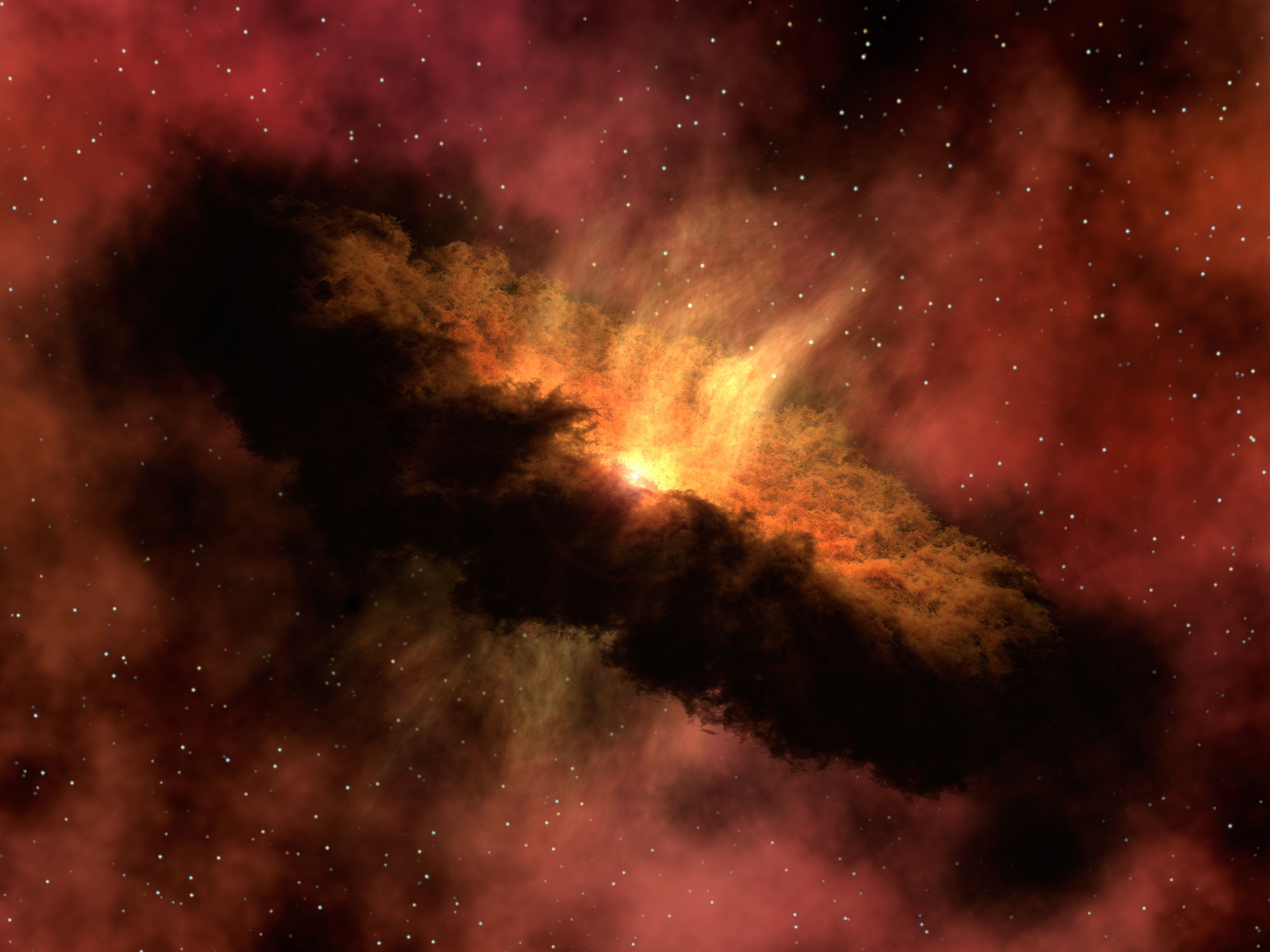
Concepção artística de um disco protoplanetário.

Durante o tempo de Hadeano (4,6–4–Ga), o Sistema Solar estava se formando, provavelmente dentro de uma grande nuvem de gás e poeira ao redor do Sol, chamada de disco de acreção a partir do qual Terra se formou 4,5 bilhões de anos atrás. O éon Hadeano não é formalmente reconhecido, mas marca essencialmente a era antes de termos um registro adequado de rochas sólidas significativas. O zircão mais antigo data de cerca de 4,4 bilhões de anos atrás.

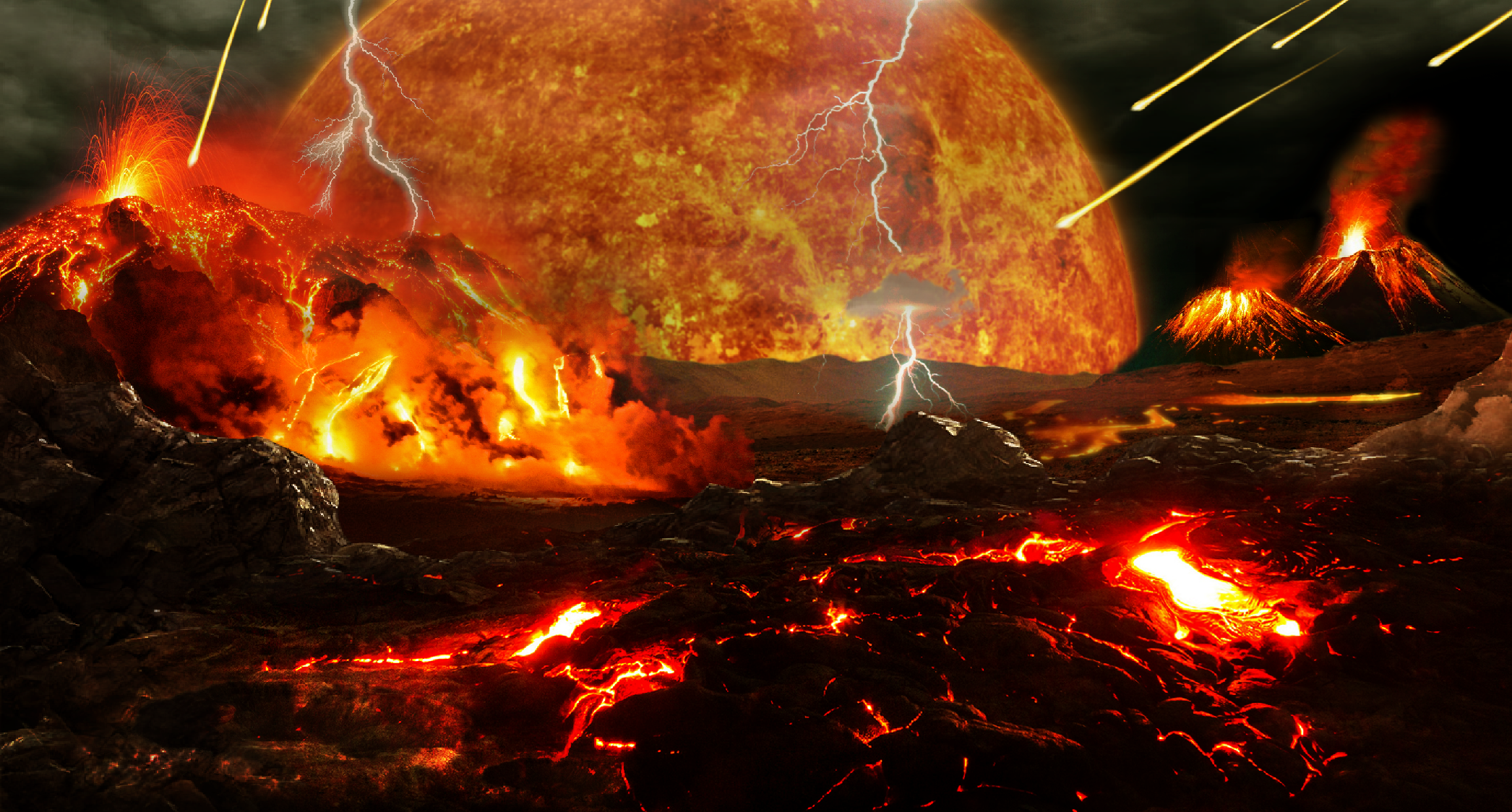
Impressão artística de uma paisagem Hadeana e da Lua aparecendo no céu, ambos os corpos ainda sob extremo vulcanismo.

Terra foi inicialmente derretida devido ao vulcanismo extremo e colisões frequentes com outros corpos. Eventualmente, a camada externa do planeta esfriou para formar uma crosta sólida quando a água começou a se acumular na atmosfera. A Lua formou-se logo depois, possivelmente como resultado da impacto de um grande planetóide tamanho de Marte, com a Terra. Estudos isotópicos de potássio mais recentes sugerem que a Lua foi formada por um impacto gigante menor, de alta energia e de alto momento angular, que separou uma porção significativa da Terra. Parte da massa deste objeto fundiu-se com a Terra, alterando significativamente a sua composição interna, e uma parte foi ejetada para o espaço. Parte do material sobreviveu para formar a Lua em órbita. A liberação de gases e a atividade vulcânica produziram a atmosfera primordial. Condensação de vapor de água, aumentada pelo gelo entregue por cometas, produziu os oceanos. No entanto, em 2020, pesquisadores relataram que água suficiente para encher os oceanos pode ter sempre estado na Terra desde o início da formação do planeta.
Durante o Hadeano a Intenso Bombardeio Tardio ocorreu (aproximadamente 4 100 a 3 800 milhões de anos atrás) durante o qual se acredita que um grande número de crateras de impacto se formaram na Lua, e por inferência em Terra, Mercúrio, Vênus e Marte também. No entanto, alguns cientistas argumentam contra este hipotético Intenso Bombardeio Tardio, salientando que a conclusão foi tirada a partir de dados que não são totalmente representativos (apenas alguns pontos críticos de crateras na Lua foram analisados).

### Éon Arqueano

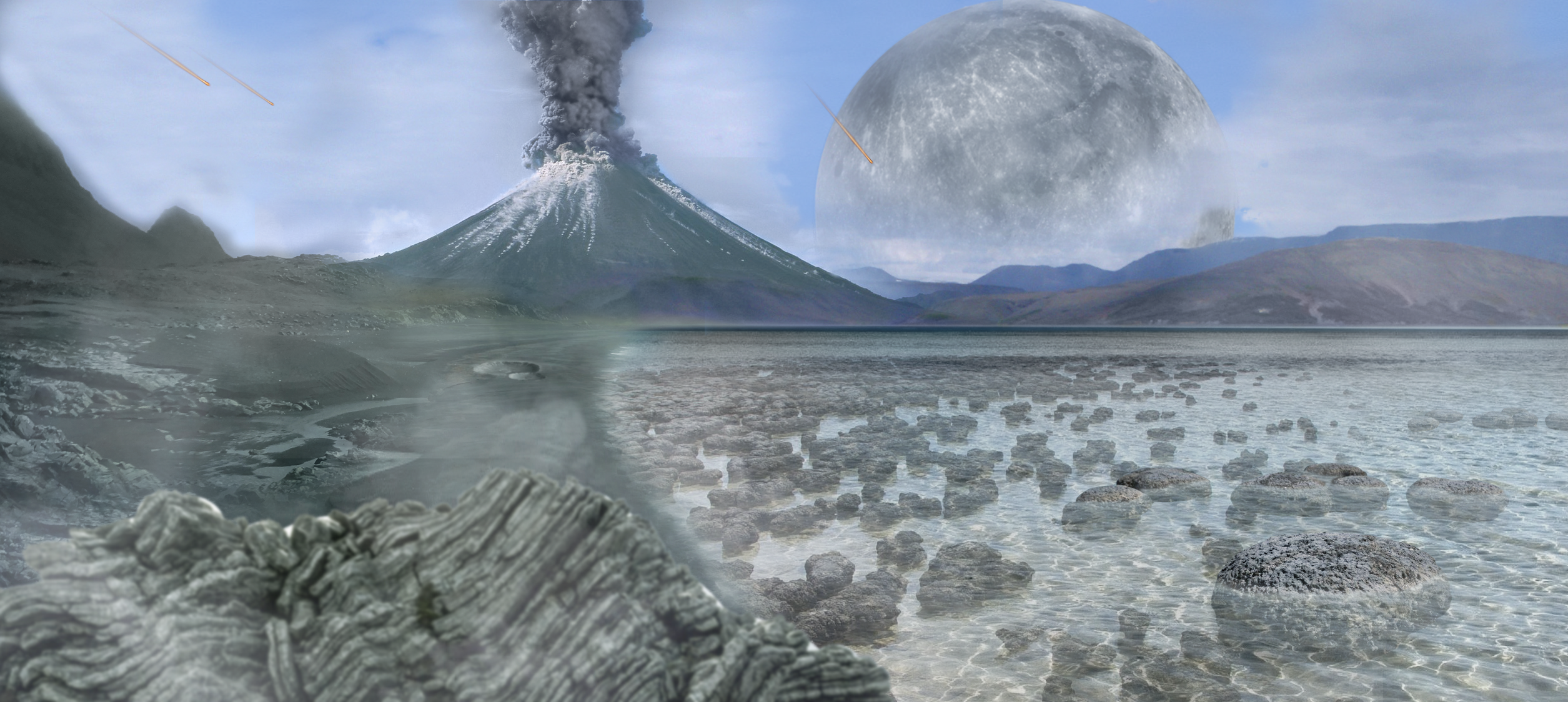
Impressão artística da Terra durante seu segundo éon, o Arqueano. A era começou com o Intenso Bombardeio Tardio cerca de 4,031 bilhões de anos atrás. Conforme ilustrado, a crosta planetária da Terra esfriou em grande parte, deixando uma superfície estéril e rica em água marcada por vulcões e continentess, eventualmente desenvolvendo redondos microbalitos. A Lua orbitava a Terra muito mais perto, parecendo muito maior, produzindo eclipses mais frequentes e mais amplos, bem como força de maré.

A Terra do início do Arqueano (4 031 a 2 500 milhões de anos atrás) pode ter tido um estilo tectônico diferente. É amplamente aceito que a Terra primitiva foi dominada por processos tectônicos verticais, como tampa estagnada, tubo de calor, ou sagdução, que eventualmente fizeram a transição para placas tectônicas durante o estágio intermediário de evolução do planeta. No entanto, uma visão alternativa propõe que a Terra nunca experimentou uma fase tectônica vertical e que as placas tectônicas estiveram ativas ao longo de toda a sua história. Durante esse período, a crosta terrestre esfriou o suficiente para que rochas e placas continentais começaram a se formar. Alguns cientistas pensam que porque a Terra era mais quente no passado, a atividade das placas tectónicas era mais vigorosa do que é hoje, resultando numa taxa muito maior de reciclagem de material crustal. Isto pode ter evitado a formação do cráton e de continentes até que o manto esfriou e a convecção desacelerou. Outros argumentam que o manto litosférico subcontinental é flutuante demais para ser subductado e que a falta de rochas arqueanas é uma função da erosão e dos eventos tectônicos subsequentes. Alguns geólogos veem o aumento repentino no teor de alumínio nos zircões como um indicador do início das placas tectônicas.
Ao contrário das rochas proterozoicas, as rochas arqueanas distinguem-se pela presença de sedimentos de águas profundas fortemente metamorfoseados, como grauvaques, lamitos, sedimentos vulcânicos e formações ferríferas em faixas. Os cinturão de rochas verdes são formações arqueanas típicas, consistindo em rochas metamórficas alternadas de alto e baixo grau. As rochas de alto grau foram derivadas de arcos de ilhas vulcânicas, enquanto as rochas metamórficas de baixo grau representam sedimentos do fundo do mar erodidos das rochas das ilhas vizinhas e depositados em uma bacia anterior. Em suma, os cinturão de rochas verdes representam proto-continentes suturados.
O campo magnético da Terra foi estabelecido há 3,5 bilhões de anos. O fluxo do vento solar era cerca de 100 vezes maior que o valor do Sol moderno, então a presença do campo magnético ajudou a evitar que a atmosfera do planeta fosse destruída, o que provavelmente aconteceu com a atmosfera de Marte. No entanto, a intensidade do campo era menor do que a atual e a magnetosfera tinha cerca de metade do raio moderno.

### Éon Proterozoico

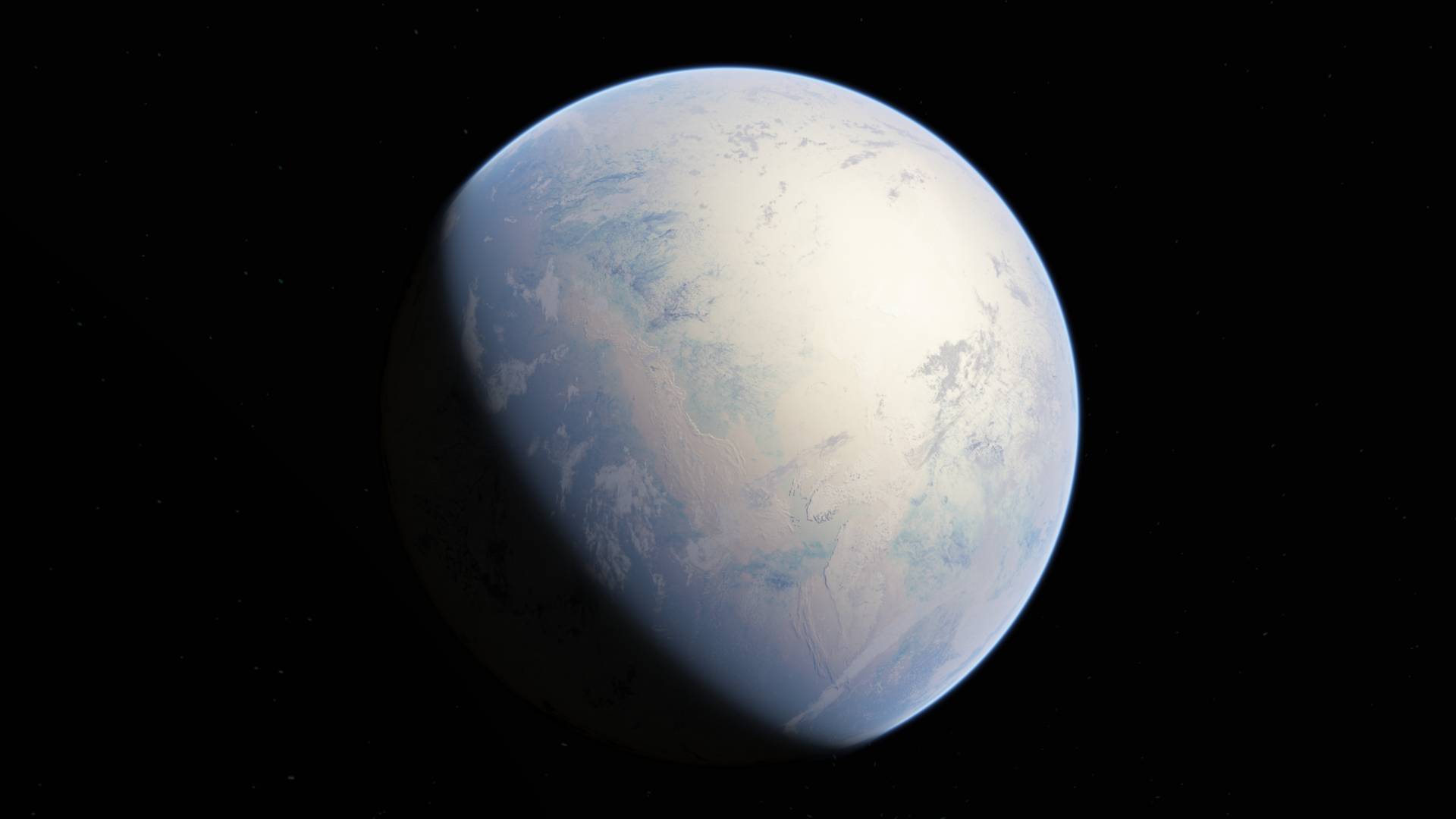
Representação artística de uma Terra Bola de Neve totalmente congelada, sem água superficial líquida remanescente.

O registro geológico do Proterozoico (2 500 a 538,8 milhões de anos atrás) é mais completo do que o do Arqueano anterior. Em contraste com os depósitos de águas profundas do Arqueano, o Proterozoico apresenta muitos estratos que foram depositados em extensos mares epicontinentais rasos; além disso, muitas dessas rochas são menos metamorfoseadas do que as da era arqueana, e muitas delas permanecem inalteradas. O estudo dessas rochas mostra que o éon apresentou acréscimo continental rápido e massivo (exclusivo do Proterozoico), ciclos de supercontinentes e atividade orogênica totalmente moderna. Cerca de 750 milhões de anos atrás, o primeiro supercontinente conhecido, Rodínia, começou a se desintegrar. Os continentes mais tarde se recombinaram para formar Panótia, 600–540 Ma.
As primeiras glaciações conhecidas ocorreram durante o Proterozoico, uma que começou logo após o início do éon, enquanto houve pelo menos quatro durante o Neoproterozoico, culminando com a Terra Bola de Neve da Glaciação Varangiana.

## Éon Fanerozoico
O éon Fanerozoico é o éon atual na escala de tempo geológica. Abrange cerca de 539 milhões de anos. Durante este período, os continentes se separaram, mas eventualmente se reuniram em uma única massa de terra conhecida como Pangeia, antes de se dividirem novamente nas atuais massas de terra continentais. O Fanerozoico é dividido em três eras – o Paleozoico, o Mesozoico e o Cenozoico. A maior parte da evolução da vida multicelular ocorreu durante este período.

### Era Paleozoica
A era Paleozoica durou cerca de 539 a 251 milhões de anos atrás (Ma) e é subdividida em seis períodos geológicos: do mais antigo ao mais jovem, são o Cambriano, o Ordoviciano, o Siluriano, o Devoniano, o Carbonífero e o Permiano. Geologicamente, o Paleozoico começa logo após a dissolução de um supercontinente chamado Panótia e no final de uma era glacial global. Ao longo do início do Paleozoico, a massa terrestre da Terra foi dividida em um número substancial de continentes relativamente pequenos. Perto do final da era, os continentes se reuniram em um supercontinente chamado Pangeia, que incluía a maior parte da área terrestre da Terra.

#### Período Cambriano

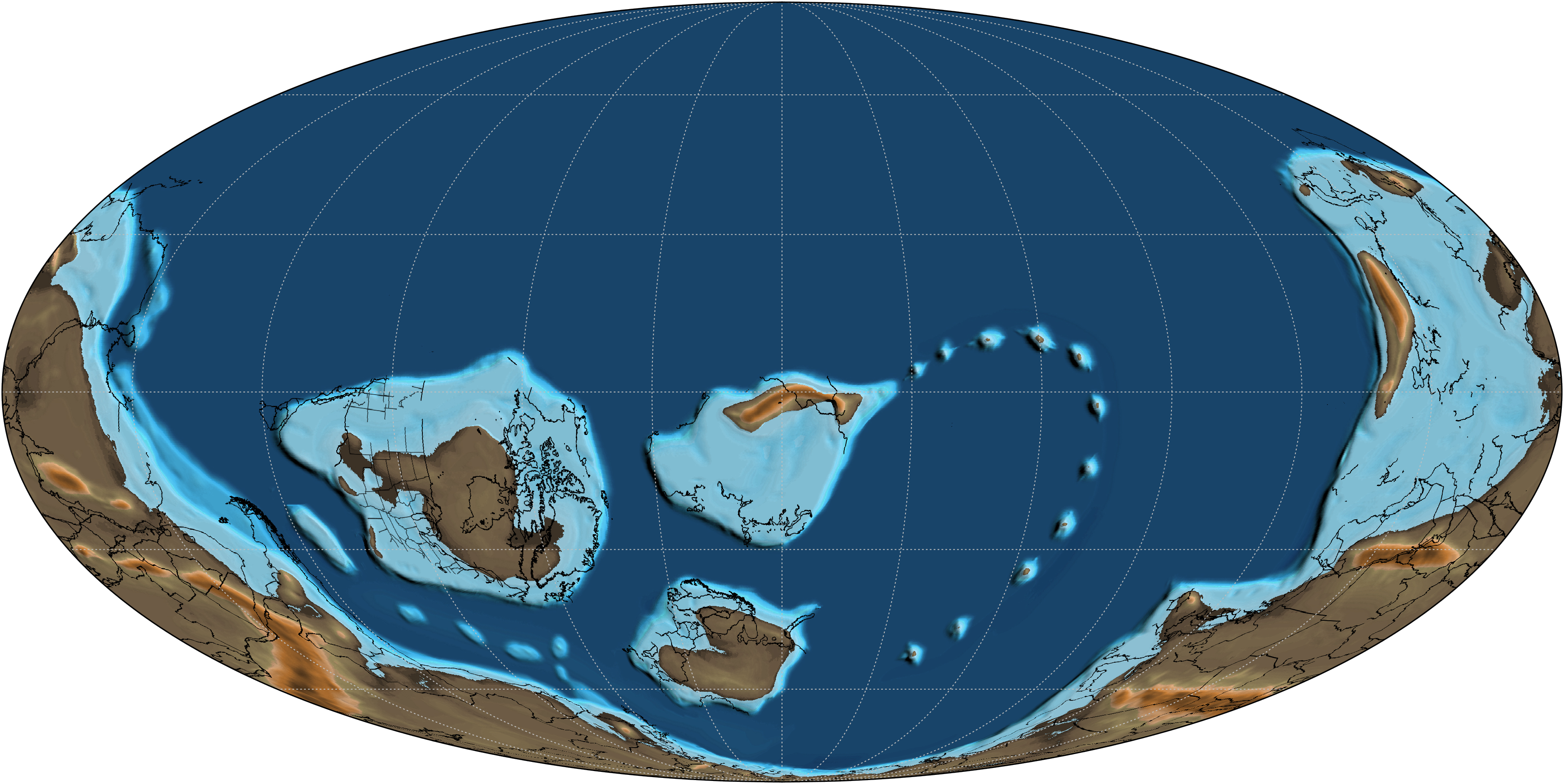
Uma reconstrução da Terra, há.

O período Cambriano é uma divisão importante da escala de tempo geológica que começa por volta de 538,8 ± 0,2 Ma. Acredita-se que os continentes cambrianos tenham resultado da dissolução de um supercontinente neoproterozoico chamado Panótia. As águas do período Cambriano parecem ter sido amplas e rasas. As taxas de deriva continental podem ter sido anormalmente altas. Laurência, Báltica e Sibéria permaneceram continentes independentes após a dissolução do supercontinente Panótia. Gondwana começou a derivar em direção ao pólo sul. Panthalassa cobria a maior parte do hemisfério sul, e os oceanos menores incluíam o Oceano Proto-Tétis, o Oceano Jápeto e o Oceano Khântia.

#### Período Ordoviciano
O período Ordoviciano começou em um grande evento de extinção denominado evento de extinção Cambriano-Ordoviciano em algum momento por volta de 485,4 ± 1,9 Ma. Durante o Ordoviciano, os continentes vindos do sul foram reunidos em um único continente chamado Gondwana. Gondwana iniciou o período nas latitudes equatoriais, e à medida que o período avançava, derivou em direção ao pólo sul. No início do Ordoviciano, os continentes Laurência, Sibéria e Báltica ainda eram continentes independentes (desde a dissolução do supercontinente Panótia anteriormente), mas a Báltica começou a mover-se em direção a Laurência mais tarde no período, fazendo com que o Oceano Jápeto encolhesse entre eles. Além disso, Avalônia libertou-se de Gondwana e começou a seguir para o norte em direção a Laurência. O Oceano Reico foi formado como resultado disso. No final do período, Gondwana havia se aproximado ou se aproximado do pólo e estava em grande parte glacial.

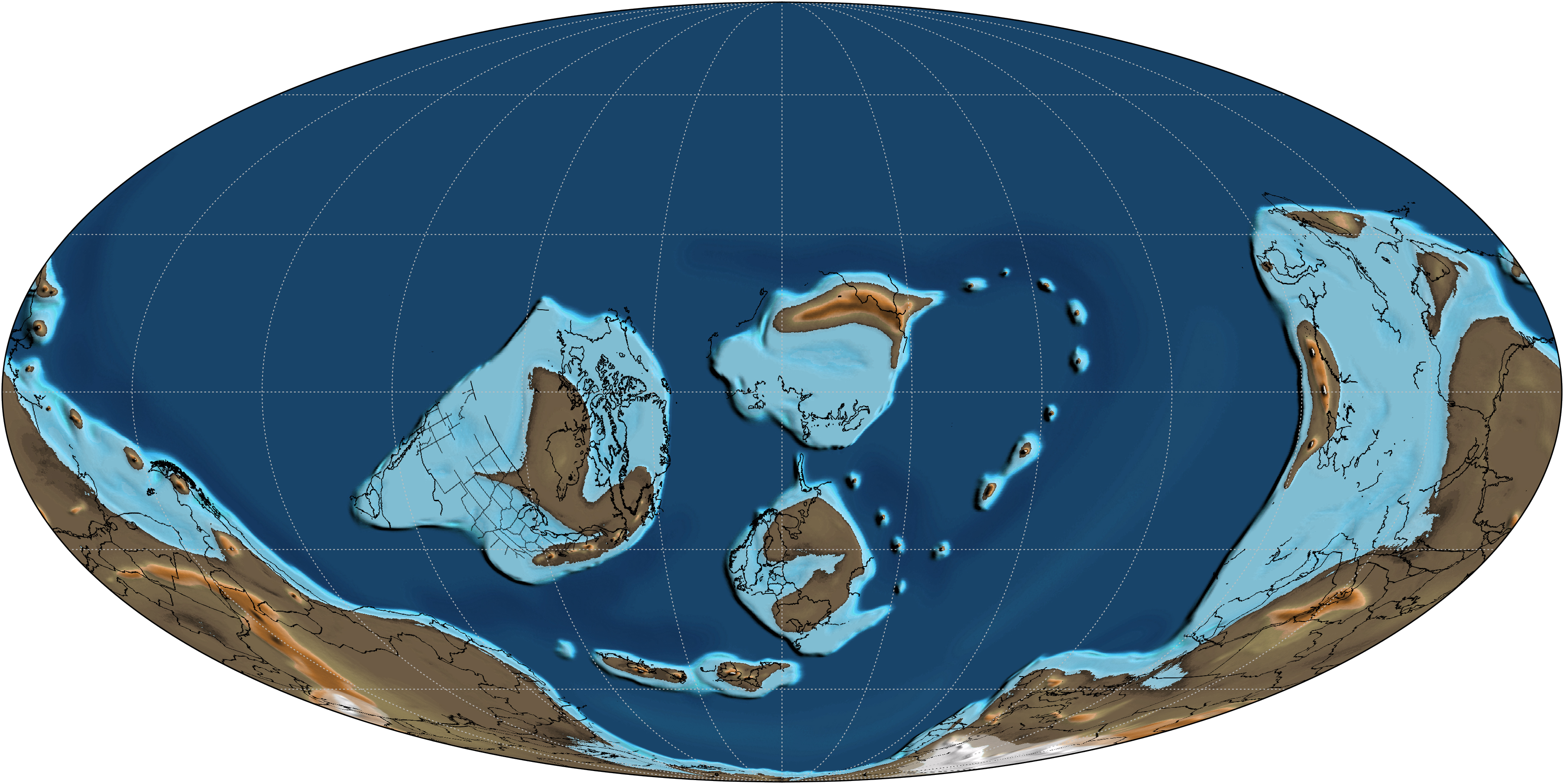
Uma reconstrução da Terra, há.

O Ordoviciano chegou ao fim de uma série de eventos de extinção que, em conjunto, constituem o segundo maior dos cinco principais eventos de extinção na história da Terra em termos de percentagem de gêneros que foram extintos. O único maior foi o evento de extinção Permiano-Triássico. As extinções ocorreram há aproximadamente 447 a 444 milhões de anos atrás e marcam a fronteira entre o Ordoviciano e o período Siluriano seguinte.
A teoria mais comumente aceita é que esses eventos foram desencadeados pelo início de uma era glacial, no estágio faunístico Hirnantiano, que pôs fim às longas e estáveis condições de estufa típicas do Ordoviciano. A era glacial provavelmente não foi tão duradoura como se pensava; o estudo de isótopos de oxigênio em fósseis de braquiópodes mostra que provavelmente não durou mais do que 0,5 a 1,5 milhão de anos. O evento foi precedido por uma queda no dióxido de carbono atmosférico (de 7.000 ppm para 4.400 ppm) que afetou seletivamente os mares rasos onde vivia a maioria dos organismos. À medida que o supercontinente meridional Gondwana passou pelo pólo sul, formaram-se calotas polares. Evidências dessas calotas polares foram detectadas em estratos rochosos do Ordoviciano Superior no Norte da África e no então adjacente nordeste da América do Sul, que eram locais do pólo sul na época.

#### Período Siluriano

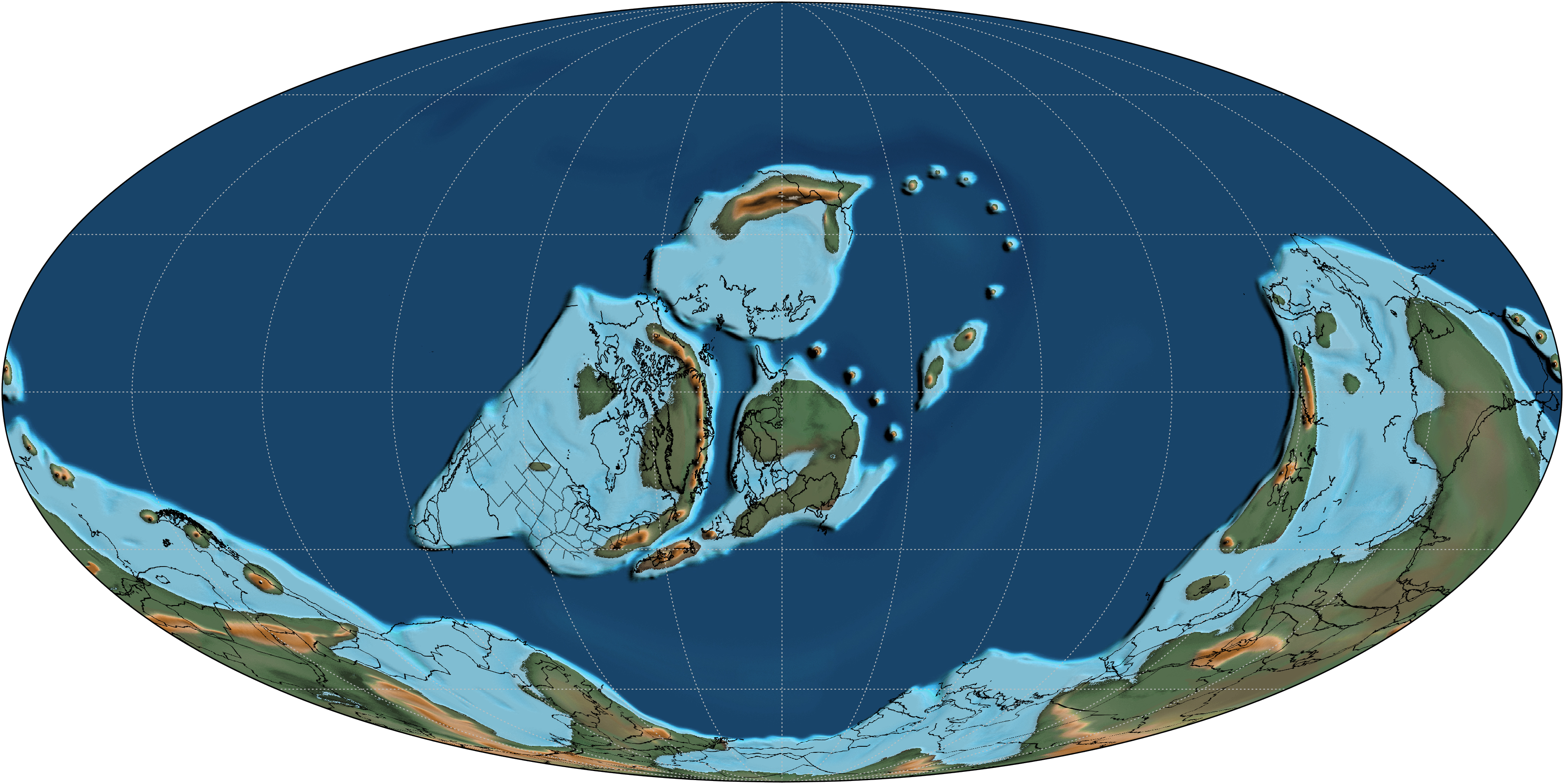
Uma reconstrução da Terra, há.

O período Siluriano é uma divisão importante da escala de tempo geológica que começou por volta de 443,8 ± 1,5 Ma. Durante o Siluriano, Gondwana continuou uma lenta deriva para o sul até altas latitudes ao sul, mas há evidências de que as calotas polares do Siluriano eram menos extensas do que as da glaciação do final do Ordoviciano. O derretimento das calotas polares e dos glaciares contribuiu para a subida do nível do mar, reconhecível pelo facto de os sedimentos do Siluriano se sobreporem aos sedimentos erodidos do Ordoviciano, formando uma discordância. Outros crátons e fragmentos de continentes se juntaram perto do equador, iniciando a formação de um segundo supercontinente conhecido como Euramérica. O vasto oceano de Panthalassa cobria a maior parte do hemisfério norte. Outros oceanos menores incluem Oceano Proto-Tétis, Oceano Paleo-Tétis, Oceano Reico, uma rota marítima do Oceano Jápeto (agora entre Avalônia e Laurência) e o recém-formado Oceano Ural.

#### Período Devoniano

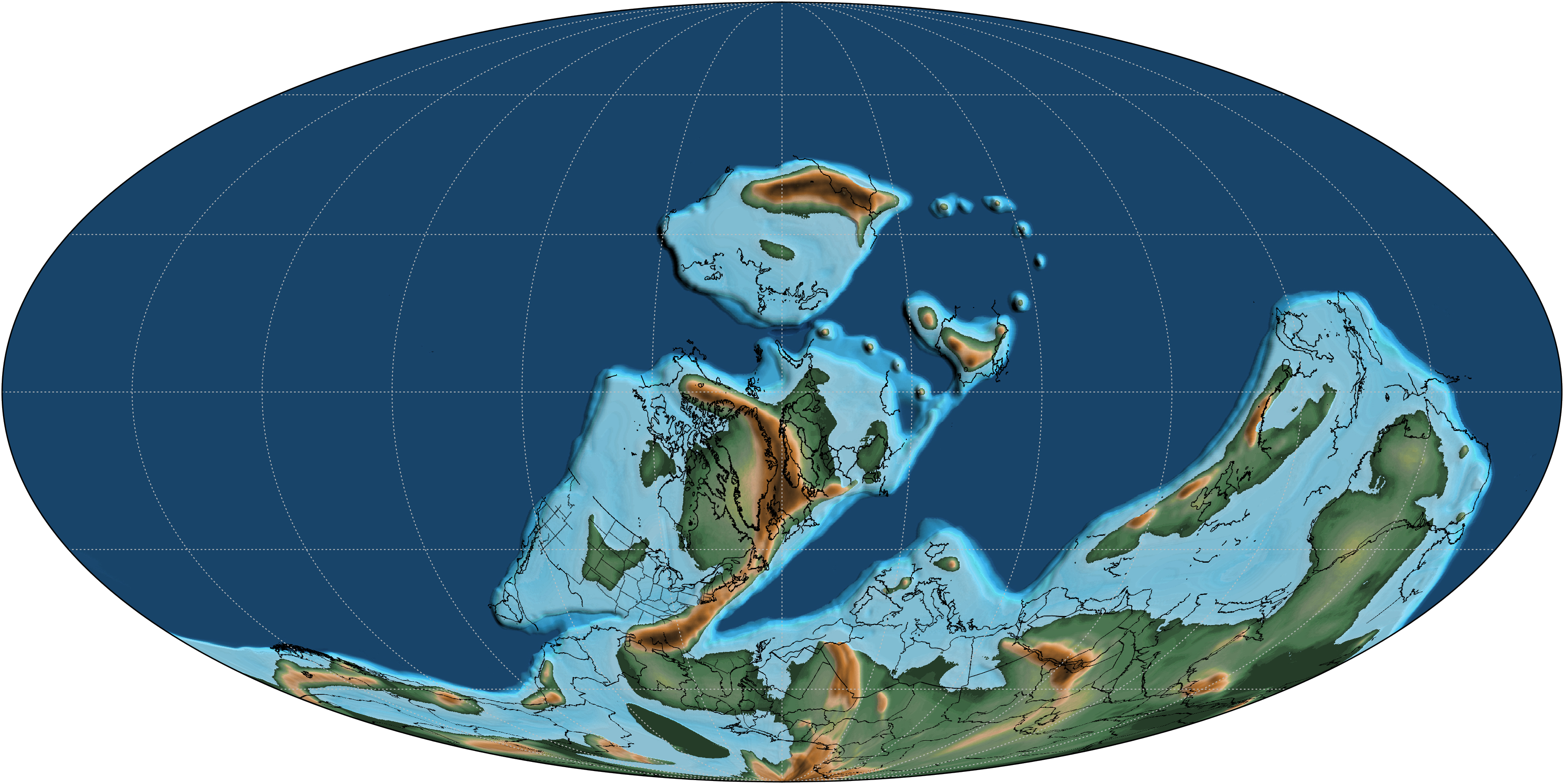
Uma reconstrução da Terra, há.

O período Devoniano durou aproximadamente de 419 a 359 Ma. O período foi de grande atividade tectônica, à medida que Laurásia e Gondwana se aproximavam. O continente Euramérica (ou Laurússia) foi criado no início do Devoniano pela colisão de Laurêntia e Báltica, que girou para a zona seca natural ao longo do Trópico de Capricórnio. Nestes quase desertos, formaram-se os leitos sedimentares de Arenito Vermelho Antigo, tornados vermelhos pelo ferro oxidado (hematita) característico das condições de seca. Perto do equador, a Pangeia começou a se consolidar a partir das placas que continham a América do Norte e a Europa, elevando ainda mais as Montanhas Apalaches do norte e formando as orogenia caledoniana na Grã-Bretanha e na Escandinávia. Os continentes do sul permaneceram unidos no supercontinente Gondwana. O restante da Eurásia moderna fica no hemisfério norte. Os níveis do mar estavam elevados em todo o mundo e grande parte da terra estava submersa em mares rasos. O enorme e profundo Panthalassa (o "oceano universal") cobria o resto do planeta. Outros oceanos menores foram Oceano Paleo-Tétis, Oceano Proto-Tétis, Oceano Reico e Oceano Ural (que foi fechado durante a colisão com a Sibéria e a Báltica).

#### Período Carbonífero

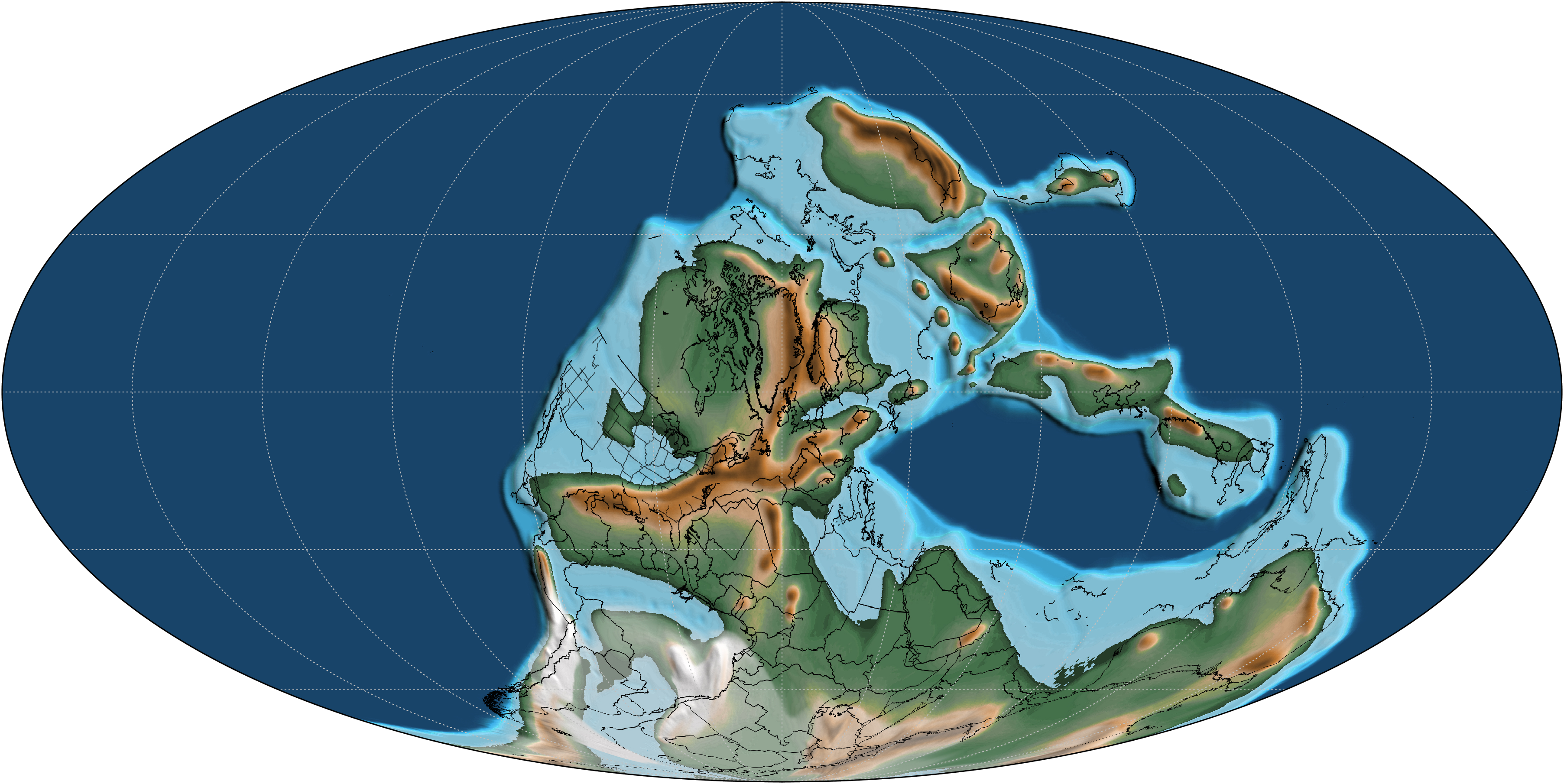
Uma reconstrução da Terra, há.

O período Carbonífero se estende de cerca de 358,9 ± 0,4 a 298,9 ± 0,15 Ma. A queda global do nível do mar no final do Devoniano foi revertida no início do Carbonífero; isso criou os mares epicontinentais generalizados e a deposição de carbonato do Mississipiano. Houve também uma queda nas temperaturas do pólo sul; o sul de Gondwana foi glacial durante todo o período, embora seja incerto se as camadas de gelo foram um resquício do Devoniano ou não. Estas condições aparentemente tiveram pouco efeito nas profundezas dos trópicos, onde exuberantes pântanos de carvão floresciam a 30 graus das geleiras mais ao norte. Uma queda no nível do mar no meio do Carbonífero precipitou uma grande extinção marinha, que atingiu especialmente os crinóides e as amonites. Esta queda do nível do mar e a discordância associada na América do Norte separam o período Mississipiano do período Pensilvaniano.

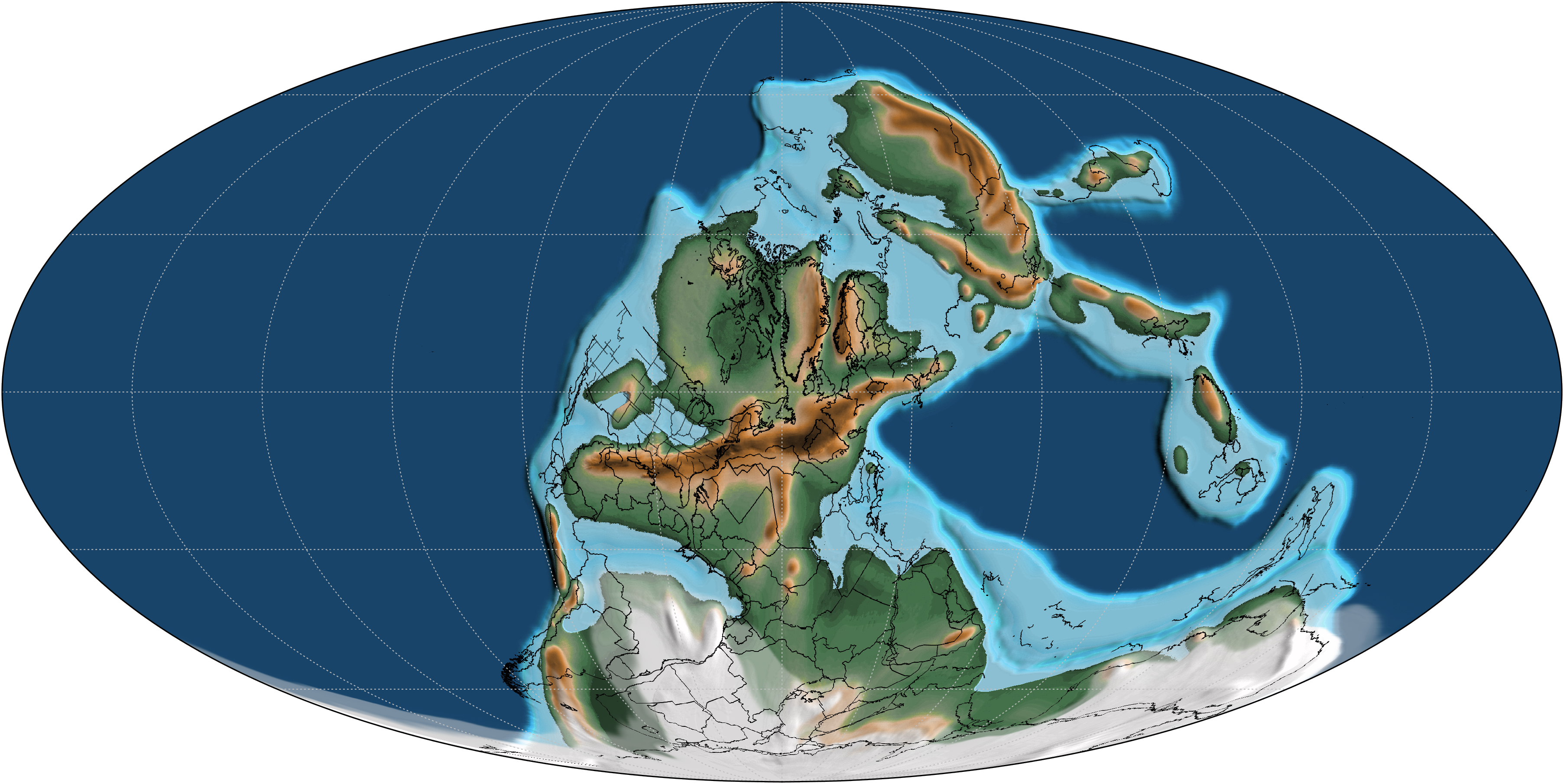
Uma reconstrução da Terra, há.

O Carbonífero foi uma época de construção ativa de montanhas, à medida que o supercontinente Pangeia se uniu. Os continentes do sul permaneceram unidos no supercontinente Gondwana, que colidiu com a América do Norte-Europa (Laurússia) ao longo da atual linha do leste da América do Norte. Esta colisão continental resultou na orogenia hercínica na Europa e na orogenia allegheniana na América do Norte; também estendeu as Apalaches recém-elevados para o sudoeste como as Montanhas Ouachita. No mesmo período, grande parte da atual placa eurasiática oriental uniu-se à Europa ao longo da linha dos Montes Urais. Havia dois oceanos principais no Carbonífero: o Panthalassa e Paleo-Tétis. Outros oceanos menores estavam encolhendo e eventualmente fecharam o Oceano Reico (fechado pela reunião das Américas do Sul e do Norte), o pequeno e raso Oceano Ural (que foi fechado pela colisão dos continentes Báltica e Sibéria, criando os Montes Urais) e o Oceano Proto-Tétis.

#### Período Permiano

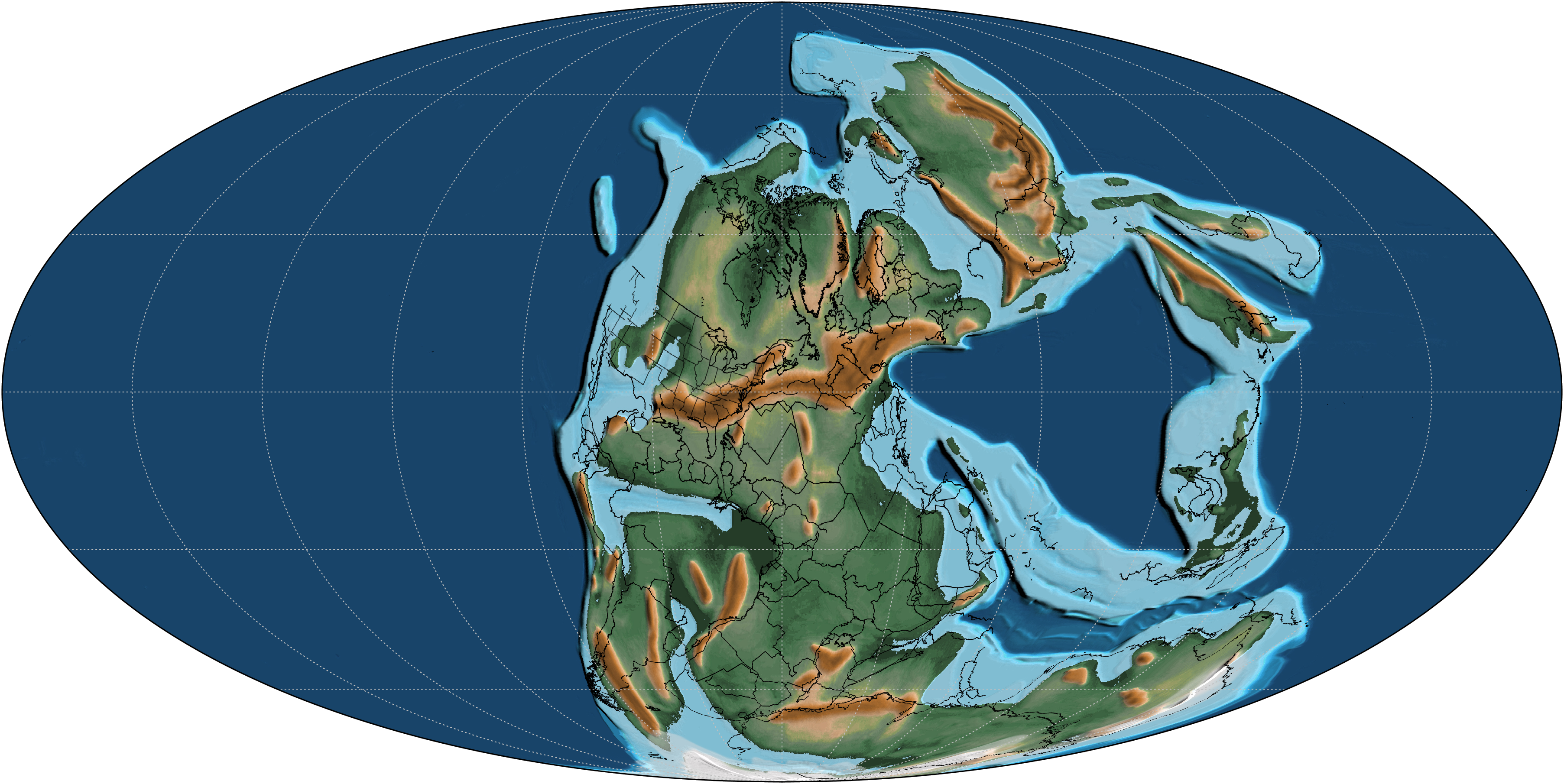
Uma reconstrução da Terra, há.

O período Permiano se estende de cerca de 298,9 ± 0,15 a 252,17 ± 0,06 Ma. Durante o Permiano, todas as principais massas terrestres da Terra, exceto partes do Leste Asiático, foram reunidas em um único supercontinente conhecido como Pangeia. Pangeia estendia-se sobre o equador e estendia-se em direção aos pólos, com um efeito correspondente nas correntes oceânicas do único grande oceano (Panthalassa, o mar universal) e do Oceano Paleo-Tétis, um grande oceano que ficava entre a Ásia e Gondwana. O continente Ciméria separou-se de Gondwana e derivou para o norte, em direção à Laurásia, fazendo com que o Oceano Paleo-Tétis encolhesse. Um novo oceano estava crescendo no seu extremo sul, o Oceano Tétis, um oceano que dominaria grande parte da era Mesozoica. Grandes massas continentais criam climas com variações extremas de calor e frio ("clima continental") e condições de monções com padrões de chuva altamente sazonais. Os desertos parecem ter sido generalizados na Pangeia.

### Era Mesozoica
A era Mesozoica estendia-se aproximadamente 252 a 66 milhões de anos atrás. Após a vigorosa construção de montanhas de placas convergentes do final do Paleozoico, Mesozoico, a deformação tectônica foi comparativamente suave. No entanto, a era caracterizou-se pela dramática ruptura do supercontinente Pangeia. A Pangeia gradualmente se dividiu em um continente ao norte, Laurásia, e um continente ao sul, Gondwana. Isso criou a margem continental passiva que caracteriza a maior parte da Costa Atlântica (como ao longo da costa leste dos EUA) hoje.

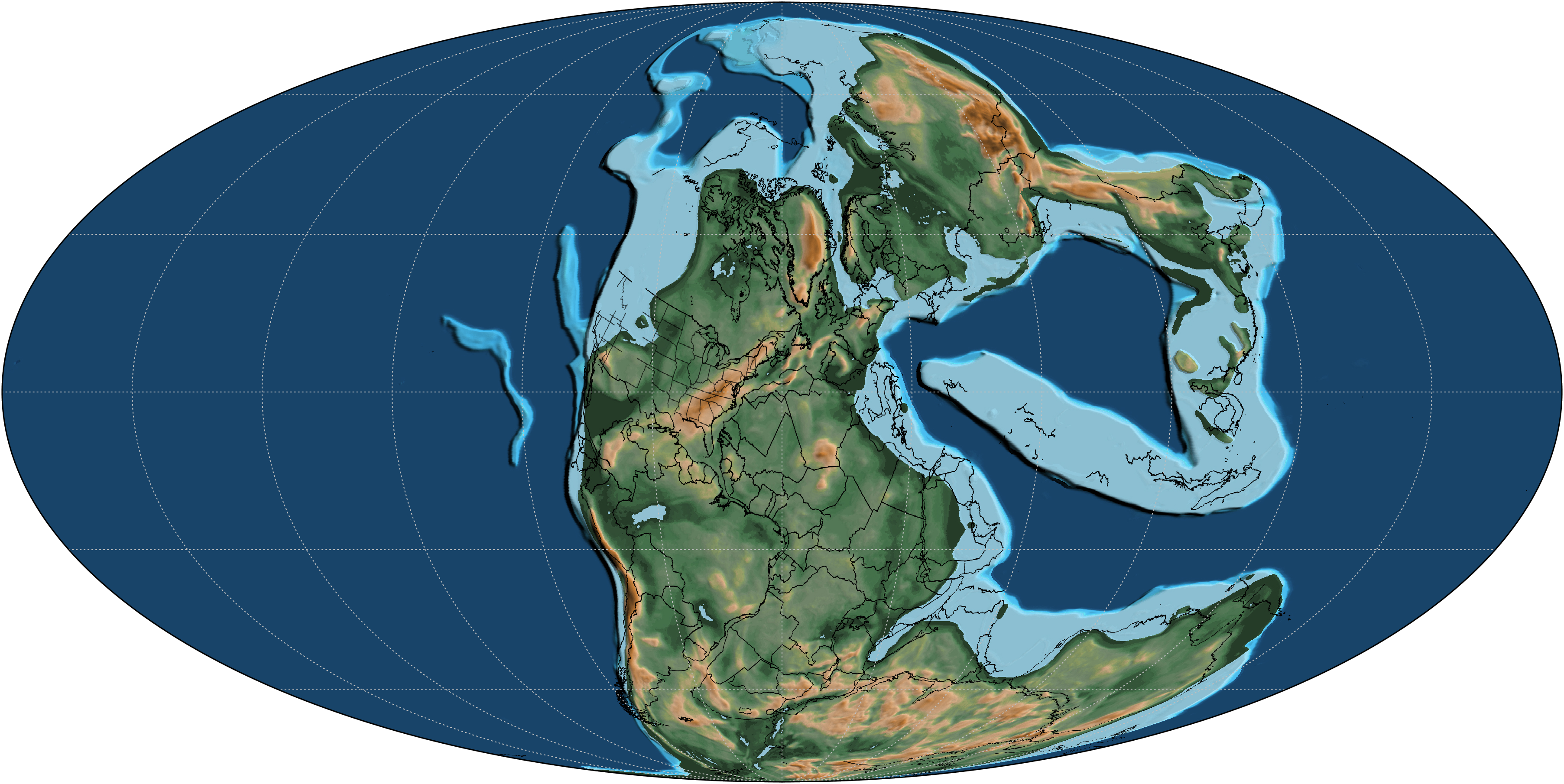
Uma reconstrução da Terra, há.

#### Período Triássico
O período Triássico estende-se de cerca de 252.17 ± 0.06 a 201.3 ± 0.2 Ma. Durante o Triássico, quase toda a massa terrestre da Terra estava concentrada em um único supercontinente centrado mais ou menos no equador, chamado Pangeia ("toda a terra"). Este tomou a forma de um "Pac-Man"—gigante com uma "boca" voltada para o leste constituindo o Oceano Tétis, um vasto golfo que se abriu mais a oeste no meio do Triássico, às custas do encolhimento do Oceano Paleo-Tétis, um oceano que existiu durante o Paleozoico.

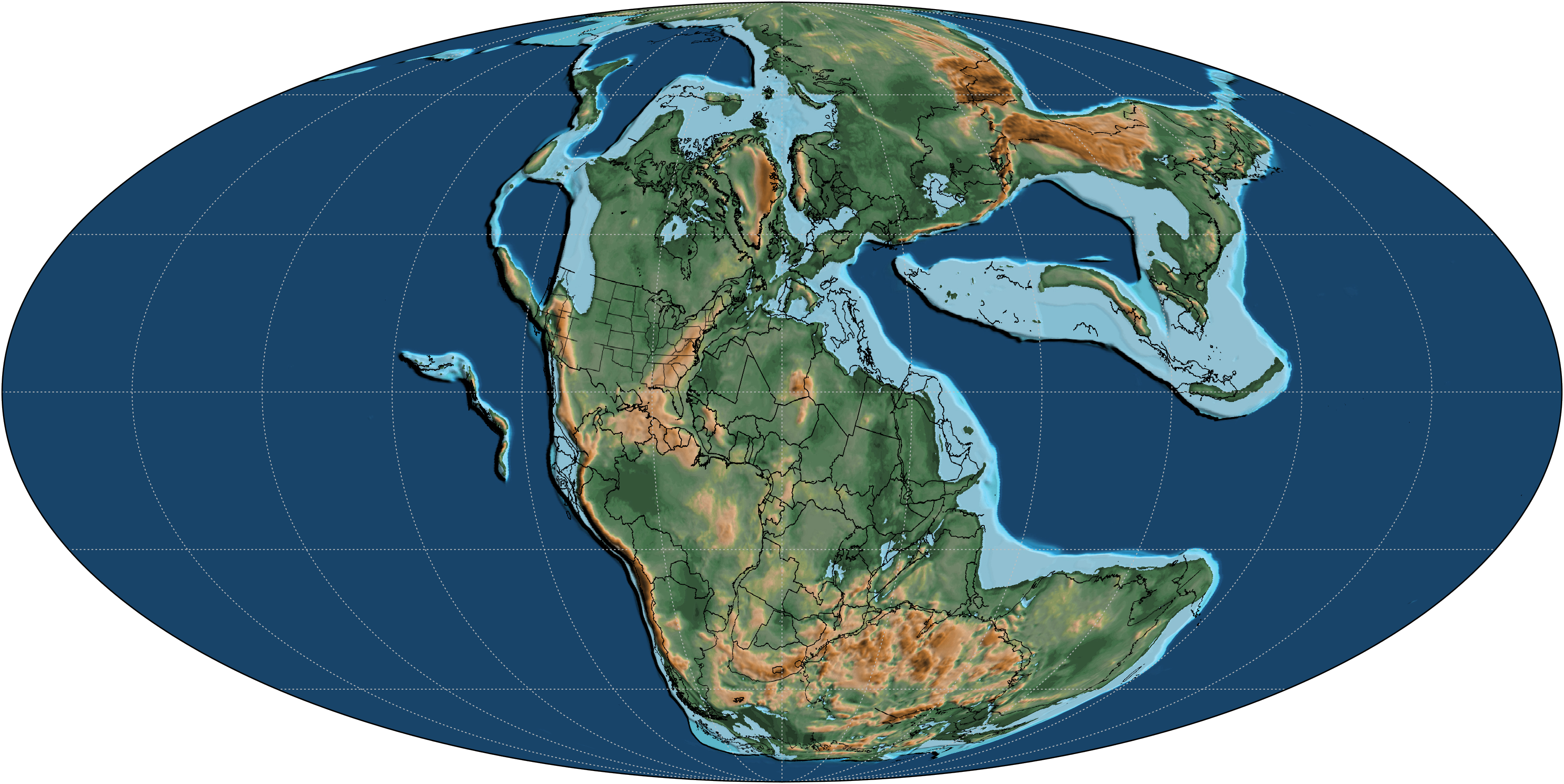
Uma reconstrução da Terra, há.

O restante foi o oceano mundial conhecido como Panthalassa ("todo o mar"). Todos os sedimentos oceânicos profundos depositados durante o Triássico desapareceram através da subducção das placas oceânicas; portanto, muito pouco se sabe sobre o oceano aberto do Triássico. O supercontinente Pangeia estava em ruptura durante o Triássico—especialmente no final do período—mas ainda não se tinha separado. Os primeiros sedimentos não marinhos no rifte que marcam a divisão inicial da Pangeia—que separou Nova Jérsia de Marrocos—são da idade do Triássico Superior; nos EUA, esses sedimentos espessos constituem o Supergrupo Newark.
Devido à linha costeira limitada de uma massa supercontinental, os depósitos marinhos do Triássico são globalmente relativamente raros; apesar de sua proeminência na Europa Ocidental, onde o Triássico foi estudado pela primeira vez. Na América do Norte, por exemplo, os depósitos marinhos estão limitados a algumas exposições no oeste. Assim, a estratigrafia do Triássico é baseada principalmente em organismos que vivem em lagoas e ambientes hipersalinos, como os crustáceos Estheria e os vertebrados terrestres.

#### Período Jurássico

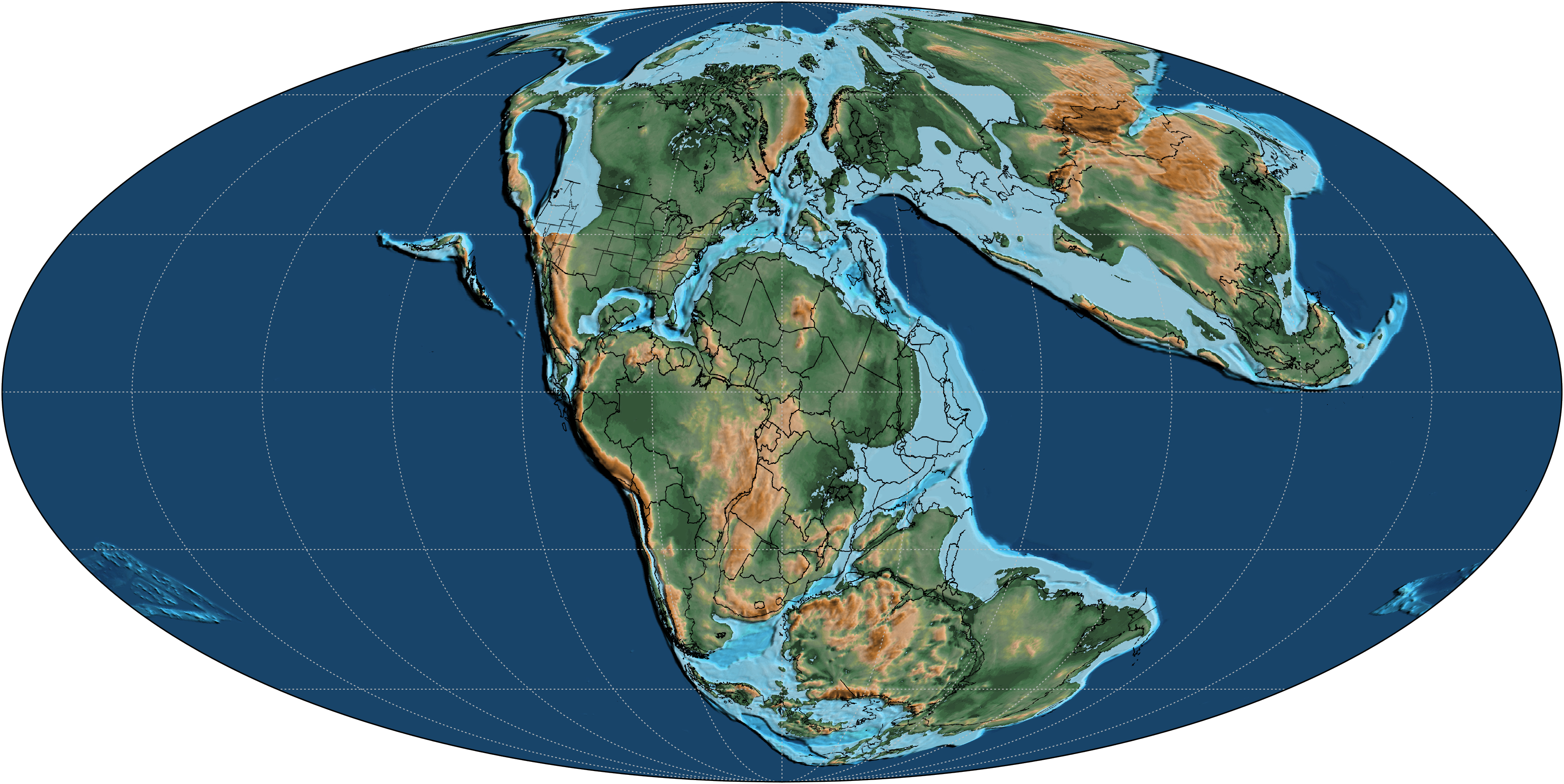
Uma reconstrução da Terra, há.

O período Jurássico estende-se de cerca de 201.3 ± 0.2 a 145.0 Ma. Durante o início do Jurássico, o supercontinente Pangeia se dividiu no supercontinente norte Laurásia e no supercontinente sul Gondwana; o Golfo do México se abriu na nova divisão entre a América do Norte e o que hoje é a Península de Iucatã do México. O Oceano Atlântico Norte no Jurássico era relativamente estreito, enquanto o Atlântico Sul não se abriu até o período Cretáceo seguinte, quando o próprio Gondwana se dividiu.
O Oceano Tétis fechou e a bacia do Neo-Tétis apareceu. Os climas eram quentes, sem evidência de glaciação. Como no Triássico, aparentemente não havia terra perto de nenhum dos pólos e não existiam extensas calotas polares. O registro geológico do Jurássico é bom no oeste da Europa, onde extensas sequências marinhas indicam uma época em que grande parte do continente estava submersa em mares tropicais rasos; locais famosos incluem o Patrimônio Mundial Costa Jurássica e o renomado lagerstätten do Jurássico Tardio de Holzmaden e Solnhofen.

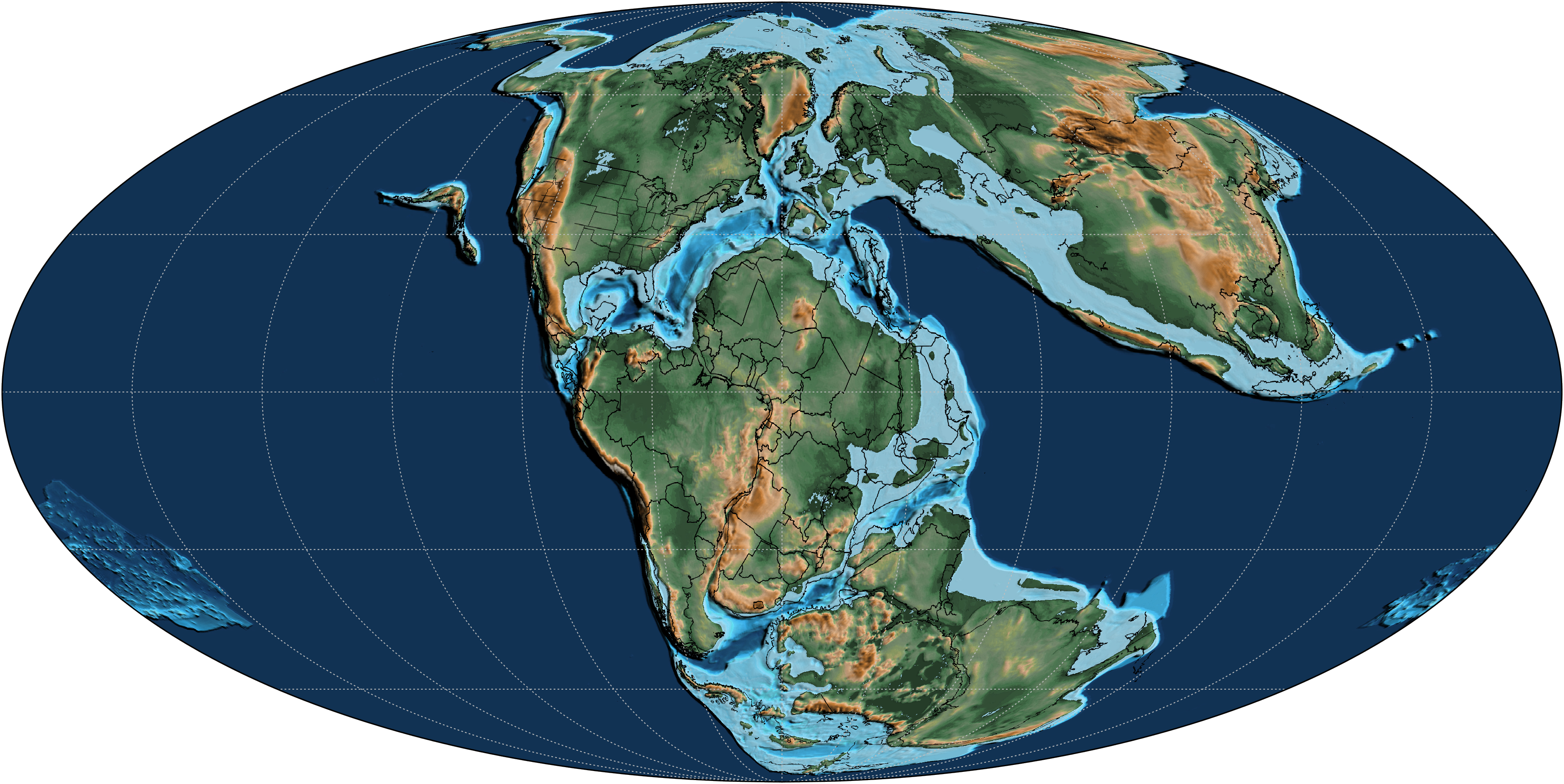
Uma reconstrução da Terra, há.

Em contraste, o registo do Jurássico Norte-Americano é o mais pobre do Mesozoico, com poucos afloramentos na superfície. Embora o mar epicontinental Sundance tenha deixado depósitos marinhos em partes das planícies do norte dos Estados Unidos e Canadá durante o Jurássico Superior, a maioria dos sedimentos expostos deste período são continentais, como os depósitos aluviais da Formação Morrison. O primeiro de vários batólitos massivos foram colocados na Cordilheira do Norte começando em meados do Jurássico, marcando a orogenia do Nevada. Importantes exposições jurássicas também são encontradas na Rússia, Índia, América do Sul, Japão, Australásia e Reino Unido.

#### Período Cretáceo

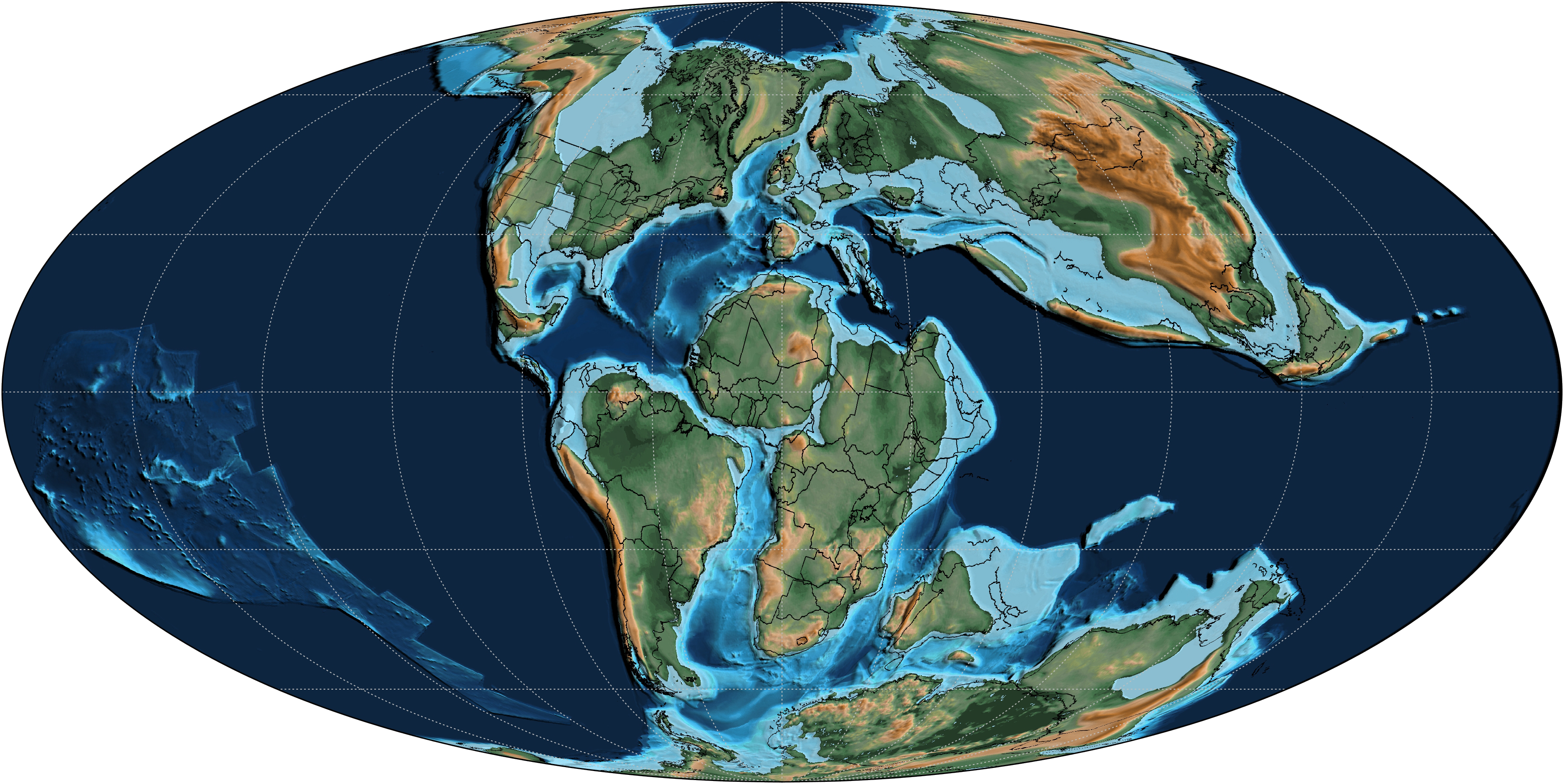
Uma reconstrução da Terra, há.

O período Cretáceo estende-se de cerca de 145 a 66 milhões de anos atrás. Durante o Cretáceo, o supercontinente final do Paleozoico—início do Mesozoico da Pangeia completou sua divisão nos atuais continentes, embora suas posições fossem substancialmente diferentes na época. À medida que o Oceano Atlântico se alargou, a margem convergente orogenias que começou durante o Jurássico continuou na Cordilheira da América do Norte, enquanto a orogenia do Nevada foi seguida pela orogenias do Sevier e do Laramide. Embora Gondwana ainda estivesse intacto no início do Cretáceo, Gondwana se separou quando América do Sul, Antártida e Austrália se separaram da África (embora Índia e Madagáscar permanecessem ligados um ao outro); assim, o Atlântico Sul e o Oceano Índico foram recém-formados. Essa formação do rifte ativo levantou grandes cadeias de montanhas submarinas ao longo dos vergões, elevando o nível eustático do mar em todo o mundo.

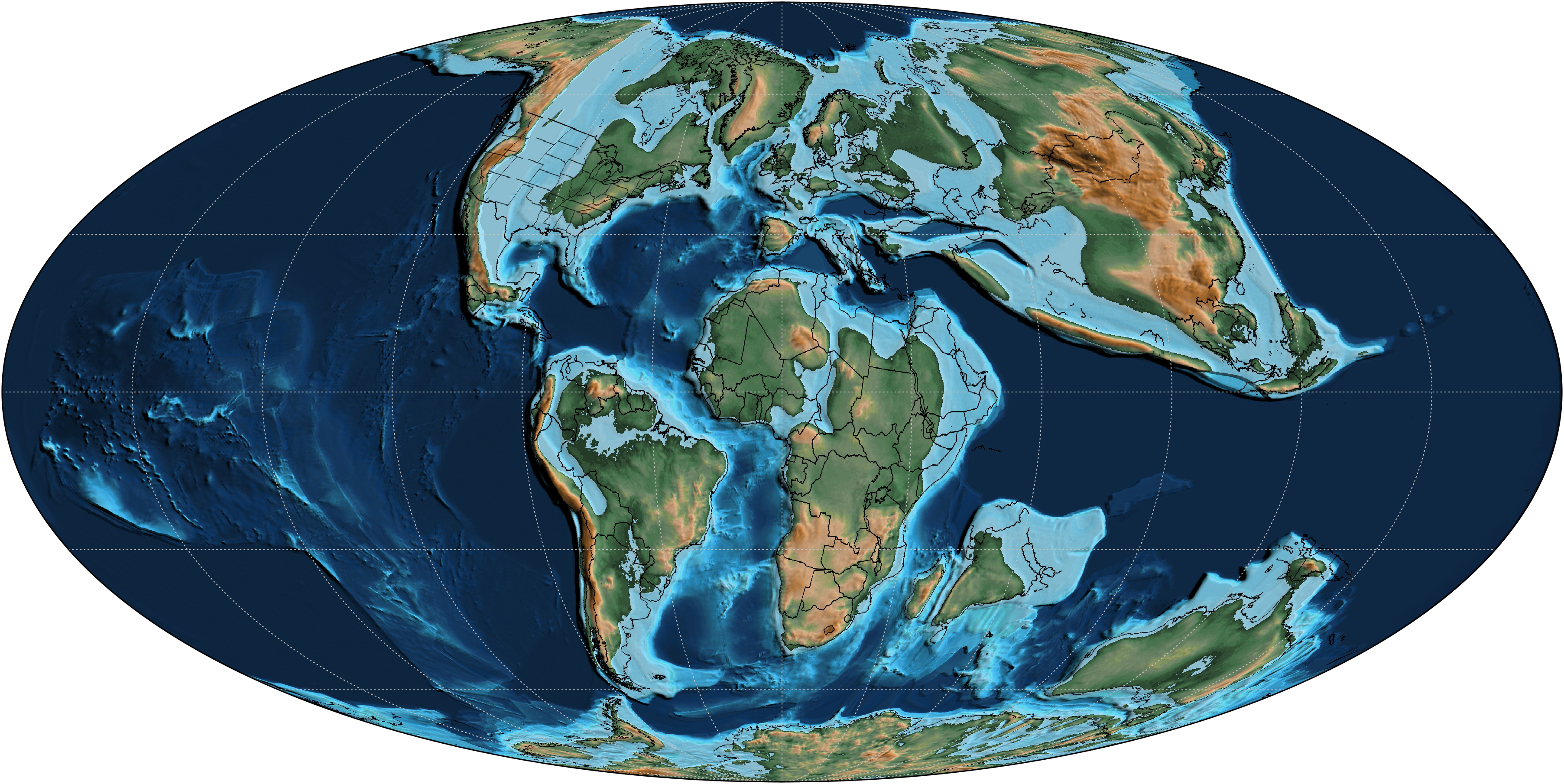
Uma reconstrução da Terra, há.

Ao norte da África, o Oceano de Tétis continuou a estreitar-se. Amplos mares rasos avançaram através da América do Norte central (o Mar Interior Ocidental) e da Europa, depois recuaram no final do período, deixando espessos depósitos marinhos imprensados entre carvão. No auge do Cretáceo transgressão, um terço da atual área terrestre da Terra estava submerso. O Cretáceo é justamente famoso por seu giz; na verdade, mais giz se formou no Cretáceo do que em qualquer outro período do Fanerozoico. A atividade dordal meso-oceânica—ou melhor, a circulação da água do mar através das dorsais alargadas—enriqueceu os oceanos em cálcio; isso tornou os oceanos mais saturados, bem como aumentou a biodisponibilidade do elemento para nanoplâncton calcário. Esses carbonatos generalizados e outros depósitos sedimentares tornam o registro de rochas do Cretáceo especialmente bom. Famosas formações da América do Norte incluem os ricos fósseis marinhos do Smoky Hill Chalk Member do Kansas e a fauna terrestre do final do Cretáceo, Formação Hell Creek. Outras exposições importantes do Cretáceo ocorrem na Europa e China. Na área que hoje é a Índia, enormes leitos de lava chamados Basaltos de Decão foram estabelecidos no final do Cretáceo e no início do Paleoceno.

### Era Cenozoica
A era Cenozoico estende-se ao 66 milhões de anos desde evento de extinção Cretáceo–Paleogeno até e incluindo os dias atuais. No final da era Mesozoica, os continentes haviam se dividido quase na sua forma atual. Laurásia tornou-se América do Norte e Eurásia, enquanto Gondwana se dividiu em América do Sul, África, Austrália, Antártida e o subcontinente indiano, que colidiu com a placa asiática. Esse impacto deu origem ao Himalaia. O Mar Tétis, que separava os continentes do norte da África e da Índia, começou a se fechar, formando o Mar Mediterrâneo.

#### Período Paleogeno
O período Paleogeno (alternativalmente Palaeogene) que começou 66 e terminou em 23.03 Ma e compreende a primeira parte da Era Cenozoica. Este período consiste nas Épocas Paleoceno, Eoceno e Oligoceno.

##### Época Paleocena

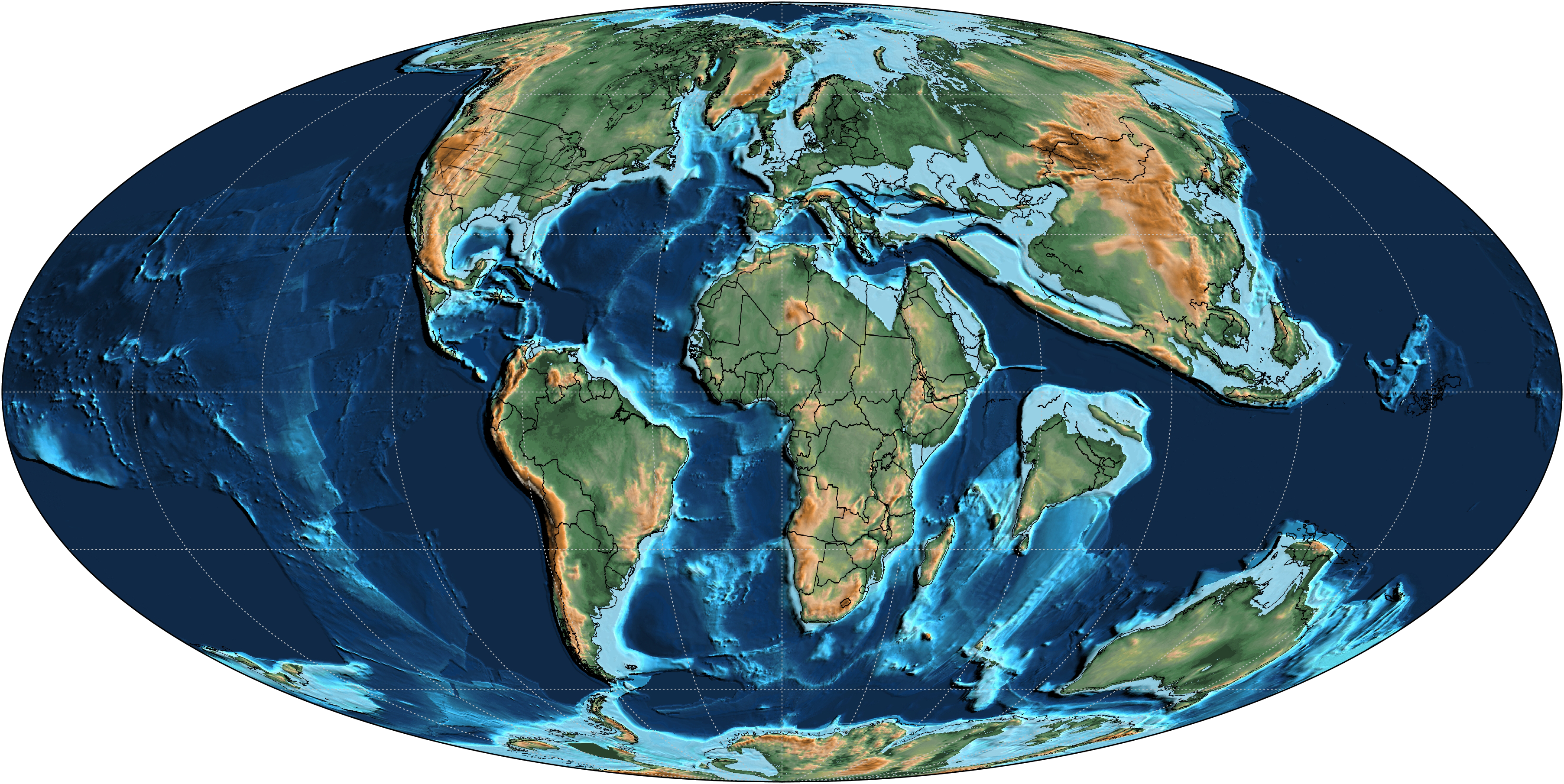
Uma reconstrução da Terra, há.

A época Paleocena, durou de 66 a 56 milhões de anos atrás. De muitas maneiras, o Paleoceno deu continuidade aos processos que começaram durante o final do período Cretáceo. Durante o Paleoceno, os continentes continuaram a derivar em direção às suas posições atuais. O supercontinente Laurásia ainda não havia se separado em três continentes. Europa e Groenlândia ainda estavam conectadas. América do Norte e Ásia ainda estavam unidas de forma intermitente por uma ponte terrestre, enquanto a Groenlândia e a América do Norte estavam começando a se separar. A orogenia de Laramide do final do Cretáceo continuou a elevar as Montanhas Rochosas no oeste americano, que terminou na época seguinte. As Américas do Sul e do Norte permaneceram separadas por mares equatoriais (eles se juntaram durante o Neogeno); os componentes do antigo supercontinente meridional Gondwana continuaram a se dividir, com África, América do Sul, Antártida e Austrália se afastando uns dos outros. A África se dirigia para o norte em direção à Europa, fechando lentamente o oceano Tétis, e a Índia iniciou sua migração para a Ásia que levaria a uma colisão tectônica e à formação do Himalaia.

##### Época Eocena

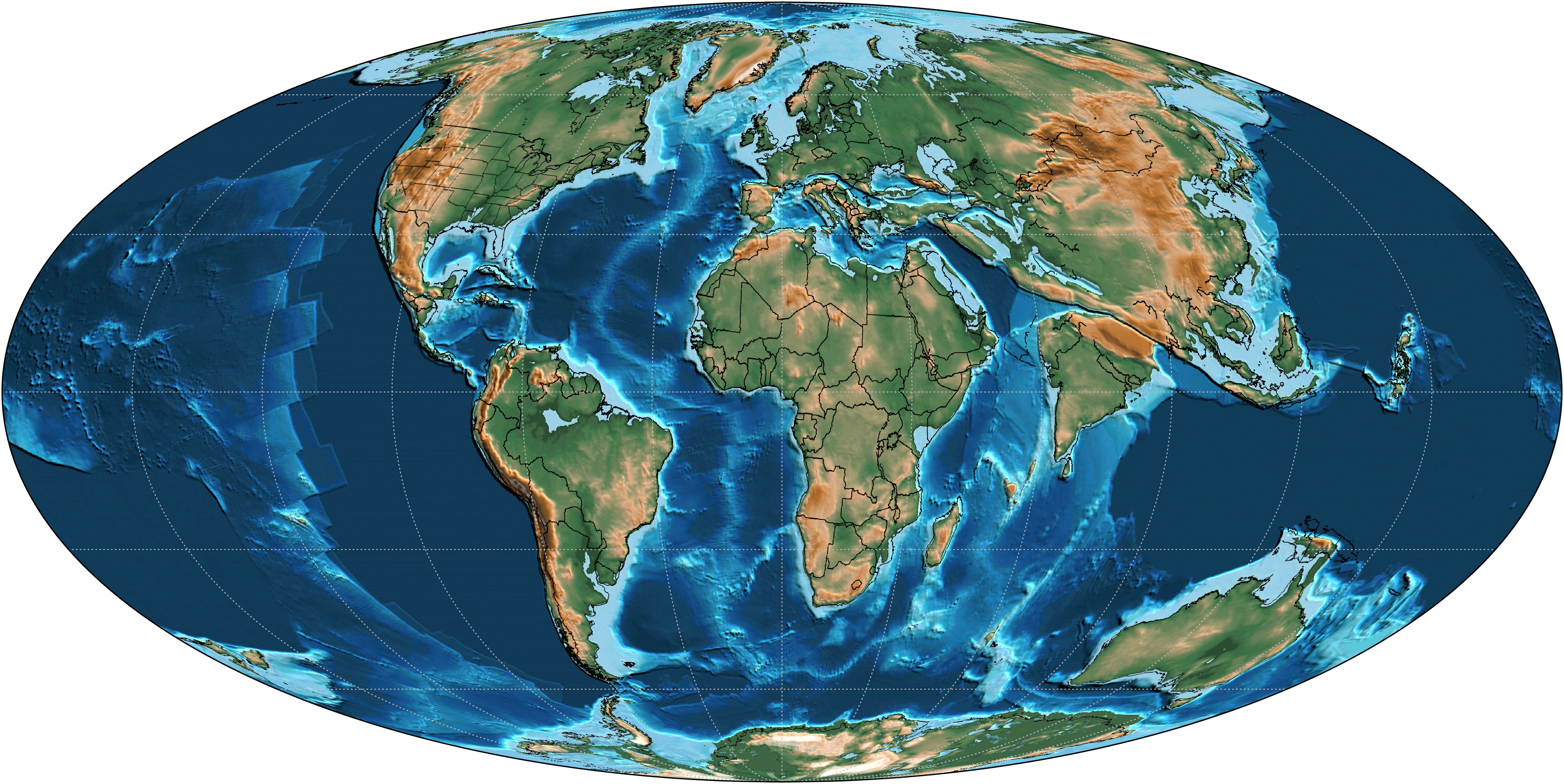
Uma reconstrução da Terra, há.

Durante a época Eocena (56 a 33,9 milhões de anos atrás), os continentes continuaram a derivar em direção às suas posições atuais. No início do período, a Austrália e a Antártida permaneciam conectadas, e as correntes quentes equatoriais misturavam-se com as águas mais frias da Antártida, distribuindo o calor pelo mundo e mantendo as temperaturas globais elevadas. Mas quando a Austrália se separou do continente meridional por volta de 45 Ma, as correntes equatoriais quentes foram desviadas para longe da Antártida e um canal isolado de água fria desenvolveu-se entre os dois continentes. A região antártica esfriou e o oceano ao redor da Antártida começou a congelar, enviando água fria e blocos de gelo para o norte, reforçando o resfriamento. O padrão atual da era do gelo começou por volta de 40 milhões de anos atrás.
O supercontinente norte da Laurásia começou a se desintegrar, à medida que Europa, Groenlândia e América do Norte se separaram. No oeste da América do Norte, a construção de montanhas começou no Eoceno, e enormes lagos se formaram nas bacias altas e planas entre as elevações. Na Europa, o Mar de Tétis finalmente desapareceu, enquanto a elevação dos Alpes isolou seu remanescente final, o Mediterrâneo, e criou outro mar raso com ilhas arquipélagos ao norte. Embora o Atlântico Norte estivesse se abrindo, parece ter permanecido uma conexão terrestre entre a América do Norte e a Europa, uma vez que as faunas das duas regiões são muito semelhantes. A Índia continuou sua jornada para longe da África e iniciou sua colisão com a Ásia, criando a orogenia do Himalaia.

##### Época Oligocena

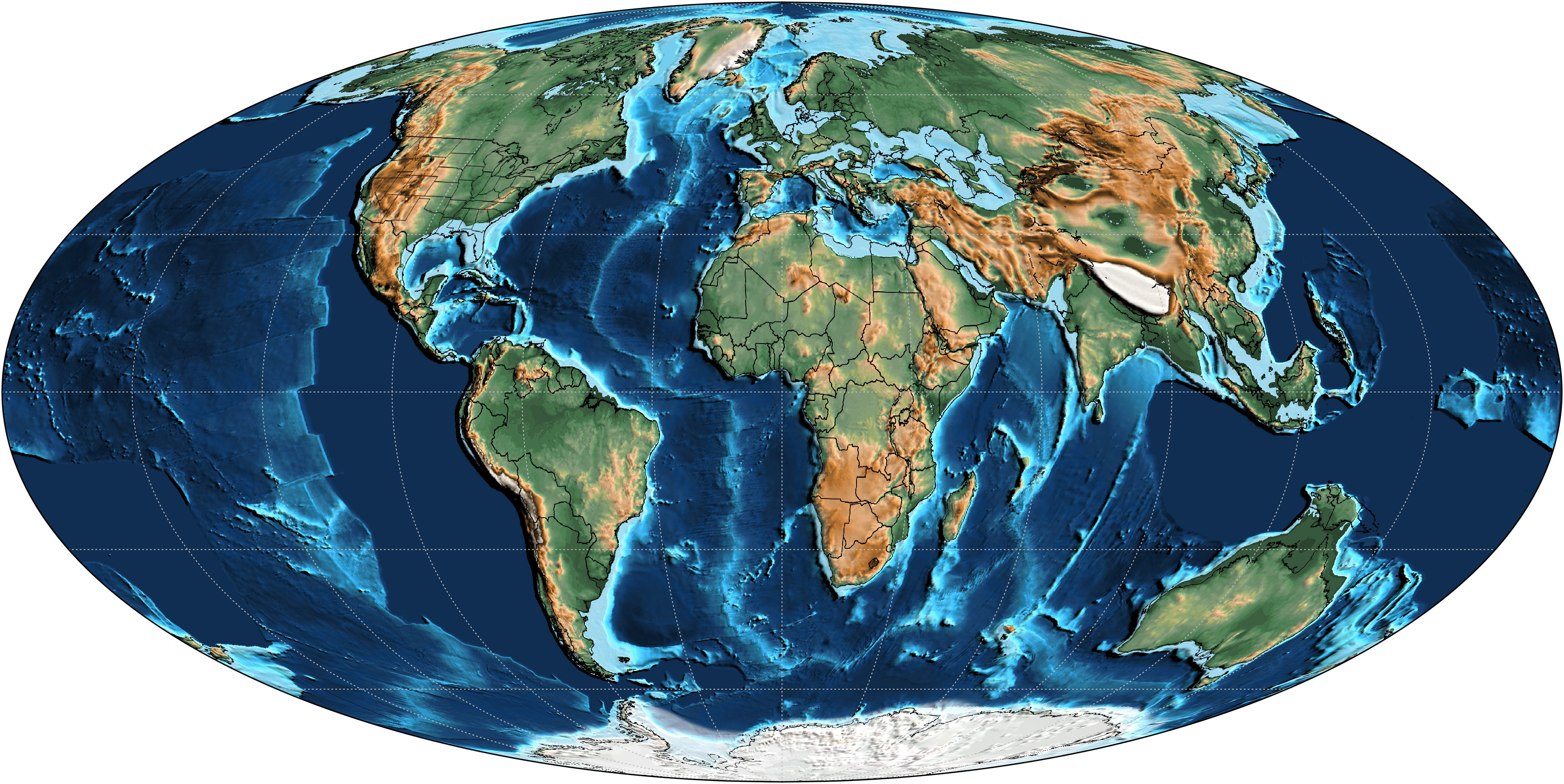
Uma reconstrução da Terra, há.

A época Oligocena estende-se de cerca de 34 a 23 milhões de anos atrás. Durante o Oligoceno os continentes continuaram a derivar em direção às suas posições atuais.
A Antártida continuou a se tornar mais isolada e finalmente desenvolveu uma calota polar permanente. A construção de montanhas no oeste da América do Norte continuou, e os Alpes começaram a subir na Europa enquanto a Placa Africana continuava a empurrar para o norte na Placa Euroasiática, isolando os remanescentes do Mar de Tétis. Uma breve incursão marinha marca o início do Oligoceno na Europa. Parece ter havido uma ponte terrestre no início do Oligoceno entre a América do Norte e a Europa, uma vez que a faunas das duas regiões são muito semelhantes. Durante o Oligoceno, a América do Sul foi finalmente separada da Antártida e deslocou-se para o norte em direção à América do Norte. Também permitiu que a Corrente Circumpolar Antártica fluísse, resfriando rapidamente o continente.

#### Período Neogeno
O período Neogeno que começou em 23,03 Ma. e terminou em 2,588 Ma. O Período Neogeno segue o Período Paleogeno. O Neogeno consiste no Mioceno e Plioceno e é seguido pelo Período Quaternário.

##### Época Mioceno

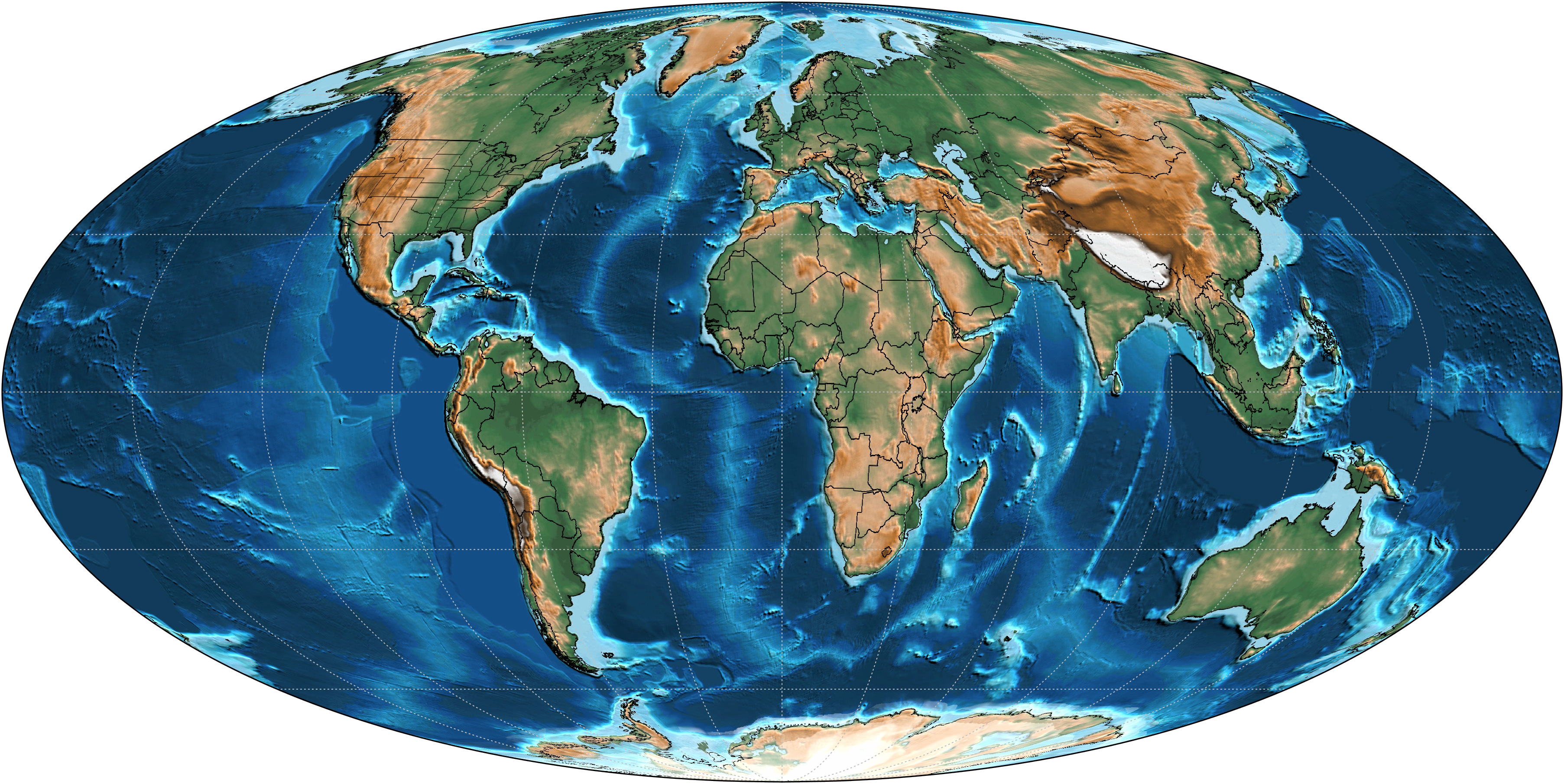
Uma reconstrução da Terra, há.

O Mioceno estende-se de cerca de 23,03 a 5,333 Ma. Durante o Mioceno os continentes continuaram a derivar em direção às suas posições atuais. Das características geológicas modernas, apenas a ponte terrestre entre a América do Sul e a América do Norte estava ausente, a zona de subducção ao longo da margem do Oceano Pacífico da América do Sul causou a ascensão dos Andes e a extensão para o sul da península mesoaméricana. Índia continuou a colidir com a Ásia. O Mar de Tétis continuou a encolher e depois desapareceu quando a África colidiu com a Eurásia na região turca-arábica entre 19 e 12 Ma (ICS de 2004). A subsequente elevação das montanhas na região ocidental mediterrâneo e uma queda global no nível do mar combinaram-se para causar uma secagem temporária do Mar Mediterrâneo, resultando na crise de salinidade do Messiniano perto do final do Mioceno.

##### Época Plioceno

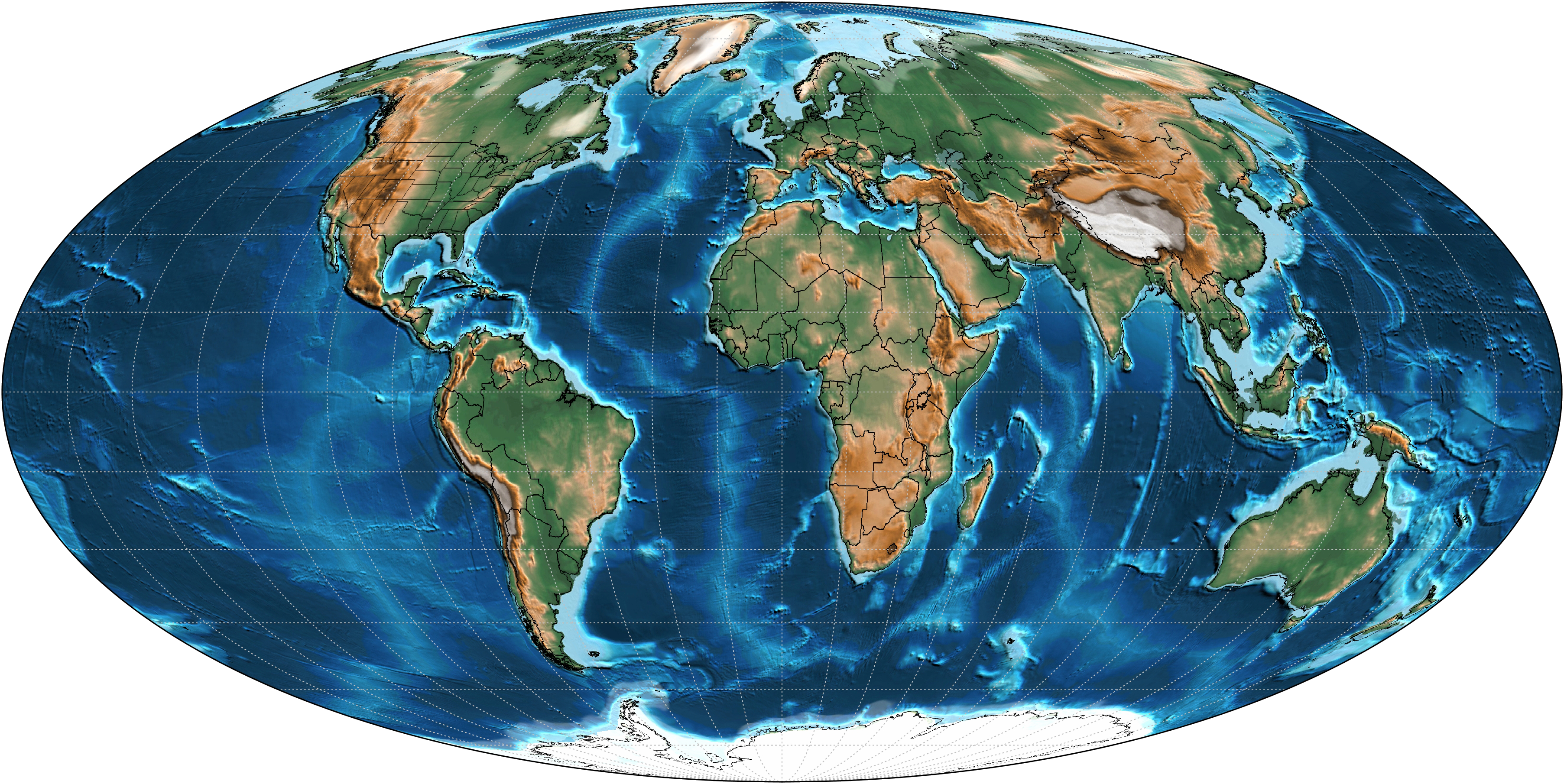
Uma reconstrução da Terra, há.

O Plioceno estende-se de 5,333 a 2,588 milhões de anos atrás. Durante o Plioceno os continentes continuaram a derivar em direção às suas posições atuais, movendo-se de posições possivelmente tão distantes 250 km (0 mi) de suas localizações atuais para posições a apenas 70 km de suas localizações atuais.
A América do Sul tornou-se ligada à América do Norte através do Istmo do Panamá durante o Plioceno, trazendo um fim quase completo às distintas faunas marsupiais da América do Sul. A formação do istmo teve consequências importantes nas temperaturas globais, uma vez que as correntes oceânicas equatoriais quentes foram cortadas e um ciclo de arrefecimento do Atlântico começou, com as águas frias do Ártico e da Antártida a baixarem as temperaturas no agora isolado Oceano Atlântico. A colisão da África com a Europa formou o Mar Mediterrâneo, isolando os remanescentes do Mar de Tétis. As mudanças no nível do mar expuseram a ponte terrestre entre o Alasca e a Ásia. Perto do final do Plioceno, por volta de 2,58 milhões de anos atrás (o início do Período Quaternário), a atual era glacial começou. Desde então, as regiões polares passaram por repetidos ciclos de glaciação e degelo, repetindo-se a cada 40,000–100,000 anos.

#### Período Quaternário

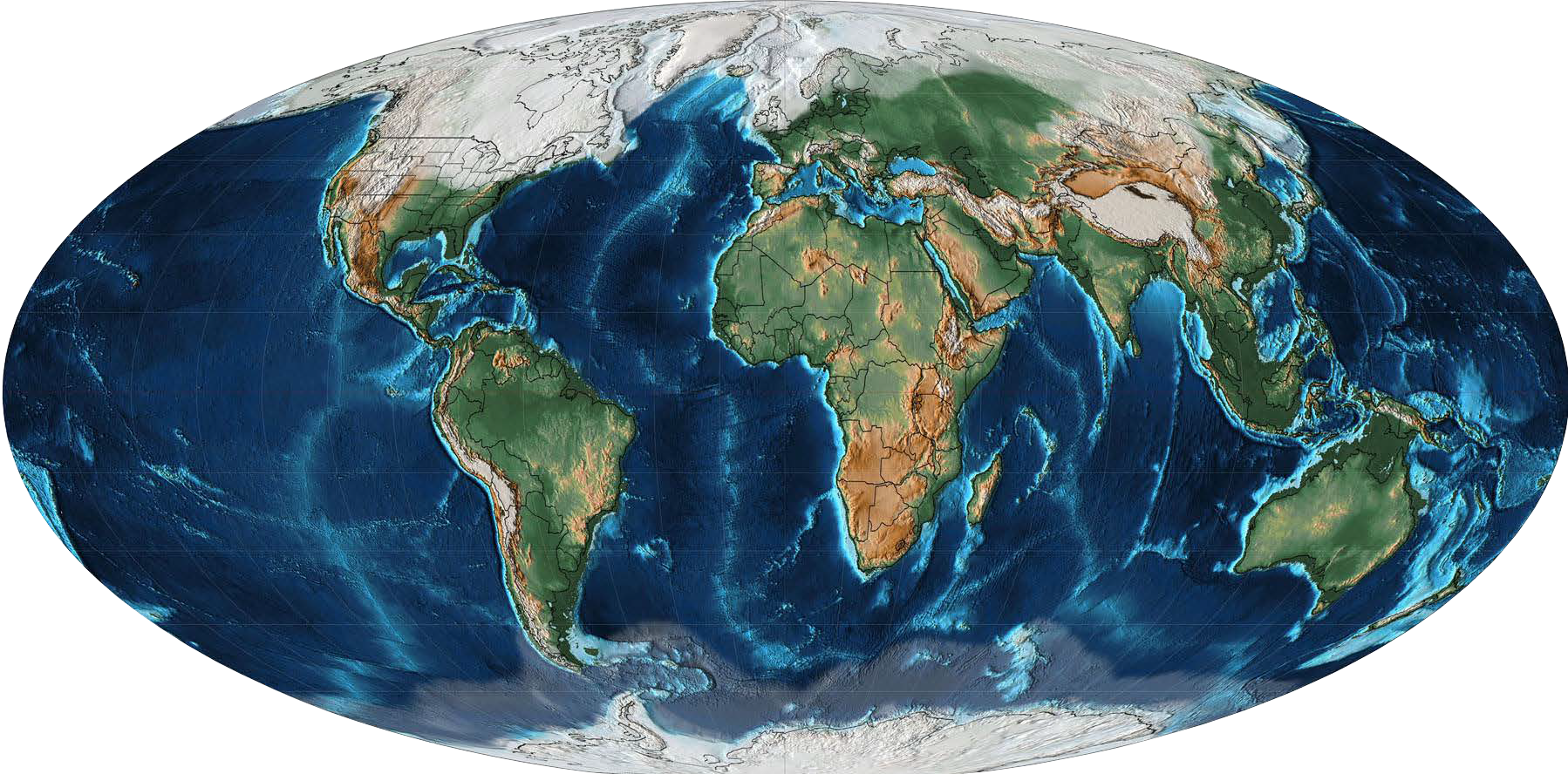
Uma reconstrução da Terra, há 21,000 anos atrás.

O período Quaternário que começou em 2,588 milhões de anos atrás e terminou nos dias atuais. e terminou em 2,588 Ma. O Quaternário consiste no Pleistoceno e Holoceno.

##### Época Pleistoceno
O Pleistoceno estende-se de 2,588 milhões de anos atrás a 11,700 anos antes do presente. Os continentes modernos estavam essencialmente em suas posições atuais durante o Pleistoceno, as placas sobre as quais eles se assentam provavelmente não se moveram mais do que 100 km (100 mi) entre si desde o início do período.

##### Época Holoceno
A época Holocena começou aproximadamente 11,700 anos antes do presente e continua até o presente. Durante o Holoceno, os movimentos continentais foram inferiores a um quilômetro.
O último período glacial da atual era glacial terminou por volta de 10.000 anos atrás. O derretimento do gelo fez com que o mundo aumento do nível do mar cerca de 35 m (0 ft) na primeira parte do Holoceno. Além disso, muitas áreas acima de cerca de 40 graus norte de latitude foram deprimidas pelo peso das geleiras do Pleistoceno e subiram tanto quanto 180 m (1 000 ft) durante o final do Pleistoceno e Holoceno, e ainda estão aumentando hoje. A subida do nível do mar e a depressão temporária da terra permitiram incursões marítimas temporárias em áreas que estão agora longe do mar. Fósseis marinhos do Holoceno são conhecidos em Vermont, Quebec, Ontário e Michigan. Além das incursões marinhas temporárias em latitudes mais altas associadas à depressão glacial, os fósseis do Holoceno são encontrados principalmente em leitos de lagos, planícies aluviais e depósitos de cavernas. Os depósitos marinhos do Holoceno ao longo das costas de baixas latitudes são raros porque o aumento do nível do mar durante o período excede qualquer provável elevação de origem não glacial. A recuperação pós-glacial na Escandinávia resultou no surgimento de áreas costeiras ao redor do Mar Báltico, incluindo grande parte da Finlândia. A região continua a crescer, ainda causando terremoto fracos em todo o Norte da Europa. O evento equivalente na América do Norte foi a recuperação da Baía de Hudson, à medida que ela encolheu de sua fase maior e imediata pós-glacial Mar Tyrrell, para perto de seus limites atuais.